# エリザベス1世 (イングランド女王)
エリザベス1世（英: Elizabeth I、ユリウス暦1533年9月7日 - グレゴリオ暦1603年4月3日（ユリウス暦1602/3年3月24日））は、イングランドとアイルランドの女王（在位：1558年 - 1603年）。テューダー朝第5代にして最後の君主。彼女の統治した時代は、とくにエリザベス朝と呼ばれ、イングランドの黄金期と言われている。
国王ヘンリー8世の次女。メアリ1世は異母姉。エドワード6世は異母弟。通称にザ・ヴァージン・クイーン（The Virgin Queen / 処女女王）、グロリアーナ（Gloriana / 栄光ある女人）、グッド・クイーン・ベス（Good Queen Bess / 善き女王ベス）。

## 概要
ヘンリー8世の王女として誕生したが、2年半後に母アン・ブーリンが処刑されたため、庶子とされた。弟のエドワード6世はジェーン・グレイへの王位継承に際して姉たちの王位継承権を無効としている。続くカトリックのメアリー1世の治世ではエリザベスはプロテスタントの反乱を計画したと疑われて1年近く投獄されたものの、1558年にメアリー1世が崩御すると王位を継承した。
エリザベスはウィリアム・セシルをはじめとする有能な顧問団を得て統治を開始し、最初の仕事として、父の政策を踏襲し「国王至上法」を発令し、「礼拝統一法」によってイングランド国教会を国家の主柱として位置づけた。
エリザベスは結婚することを期待され、議会や廷臣たちに懇願されたが、結婚しなかった。この理由は多くの議論の的になっている。年を経るとともにエリザベスは処女であることで有名になり、当時の肖像画・演劇・文学によって称えられ崇拝された。
統治においてエリザベスは父や弟、姉よりも穏健であった。彼女のモットーの一つは「私は見る、そして語らない」（"video et taceo" ）であった。この方策は顧問団からは苛立ちをもって受けとめられたが、しばしば政略結婚から彼女を救っている。
1588年のスペイン無敵艦隊に対する勝利と彼女の名は永遠に結びつけられ、英国史における最も偉大な勝利者として知られることになった。エリザベスの没後20年ほどすると彼女は黄金時代の統治者として称えられるようになった。
エリザベスの治世は、ウィリアム・シェイクスピアやクリストファー・マーロウといった劇作家によるイギリス・ルネサンス演劇や、フランシス・ドレークやジョン・ホーキンスなど優れた航海士の冒険者たちが活躍したエリザベス時代として知られる。
一部の歴史家たちはエリザベスを運に恵まれた短気な、そしてしばしば優柔不断な統治者と捉えている。治世の終わりには一連の経済的・軍事的問題によって彼女の人気は衰え、臣下たちは彼女の死に安堵している。
エリザベスは政府が弱体で、王権が限定された時代、また近隣諸国の王家ではその王座を脅かす国内問題に直面していた時代におけるカリスマ的な実行者、そして粘り強いサバイバーとして知られる。弟と姉の短期間の治世を経た彼女の44年間の在位は、王国に好ましい安定をもたらし、国民意識を作り出すことになった。

## 生涯

### 出生から少女期

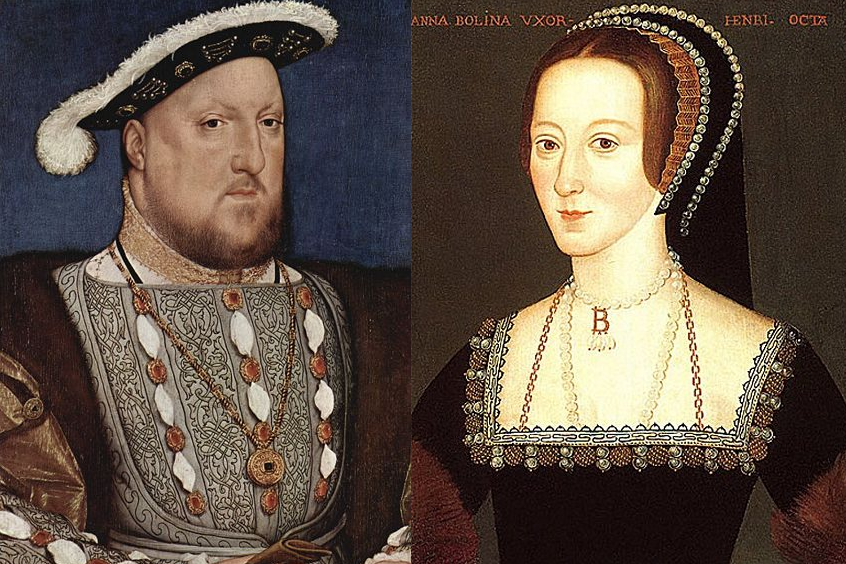
父ヘンリー8世と母アン・ブーリン

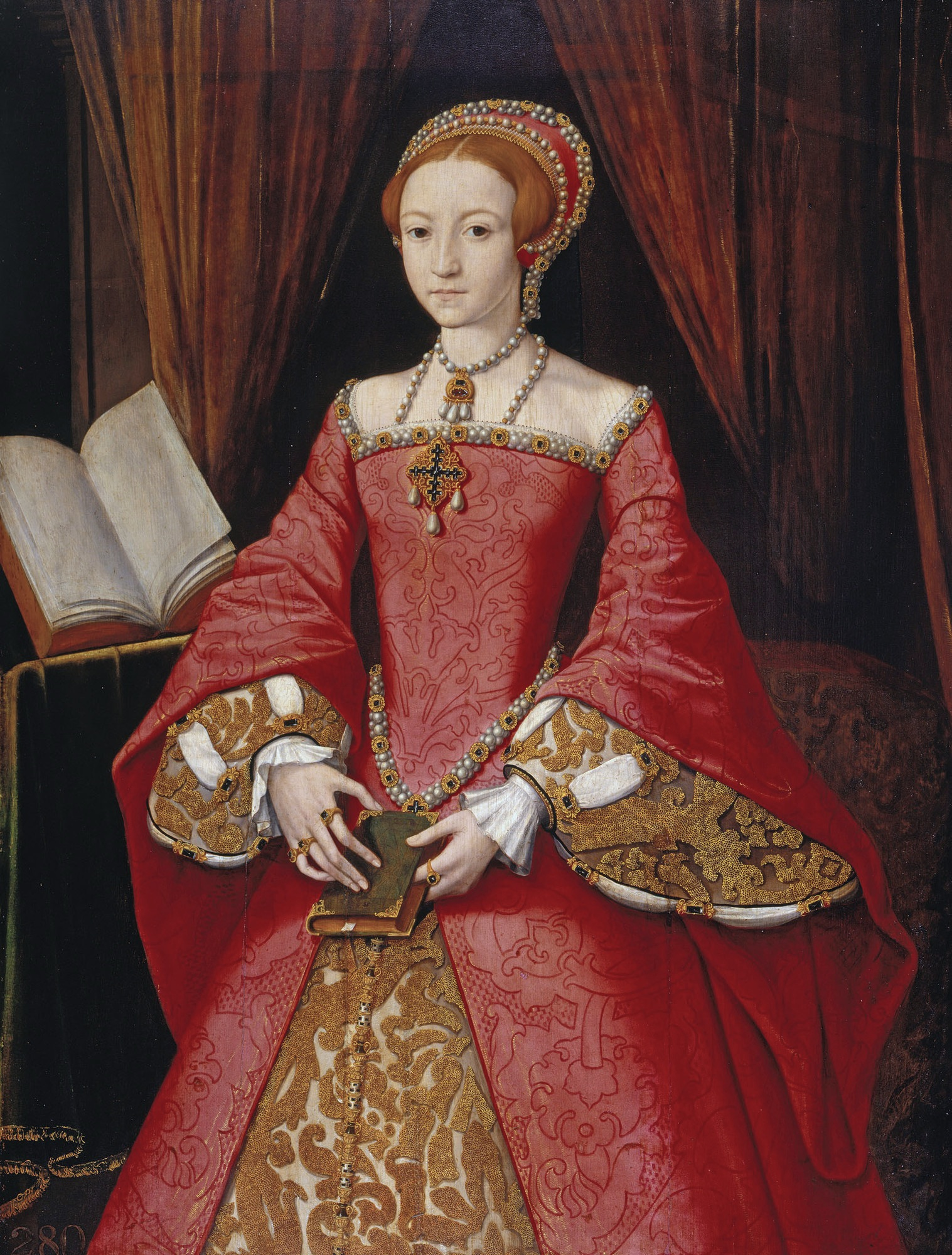
1546年ごろのエリザベス。ウィリアム・スクロッツ画

イングランド国王ヘンリー8世はテューダー家王位継承を安泰ならしめる嫡出男子の誕生を熱望していた。王妃キャサリン・オブ・アラゴンは6人の子を産んだが5人が死産または夭逝し、成長したのは女子のメアリーだけだった。王妃が男子を産むことはないと見切りをつけたヘンリー8世は愛人アン・ブーリンと結婚するため、王妃との離婚を教皇クレメンス7世に要請したが、教皇はキャサリンの甥であった神聖ローマ皇帝カール5世との国際関係を考慮し、許可を下ろさなかった。ヘンリー8世は己の希望を通すため教皇と断絶、イングランドが「主権をもつ国家（エンパイア）」であることを宣言して、新たにイングランド国教会を樹立した。そして国王至上法によって、イングランド国内においては、国王こそが政治的・宗教的に至高の存在であると位置づけた。
アンは王妃の通例と異なり、妊娠中に聖エドワード王冠を戴冠している。アンは1533年9月7日午後3時から4時ごろにグリニッジ宮殿で女子を出産し、祖母に当たるエリザベス・オブ・ヨークおよびエリザベス・ハワードにちなんで名づけられた。期待する男子ではなかったが、エリザベスはヘンリー8世にとっての存命する2人目の嫡出子であり、誕生と同時に彼女はイングランド王位推定相続人となった。一方、前王妃キャサリン・オブ・アラゴンとの娘である姉メアリーの嫡出子としての地位は失われていた。
エリザベスの洗礼式は9月10日にグリニッジ宮殿で挙行された。大主教トマス・クランマーが名親にノーフォーク公爵未亡人そしてドーセット侯爵夫人、エクセター侯爵夫人が代母となった。
エリザベスの誕生後、アンは男子を出産することができなかった。彼女は1534年と1536年に少なくとも2度の流産に見舞われた後に逮捕されロンドン塔に幽閉された。アンは捏造された不義密通の容疑による有罪が宣告され、エリザベスが満2歳であった1536年5月19日に斬首刑に処された。
この時、2歳8か月だったエリザベスは庶子とされ、王女の称号を剥奪された。 アン・ブーリンの死の11日後にヘンリー8世はジェーン・シーモアと再婚したが、彼女は王子エドワードを生んだ12日後に死去している。エリザベスはエドワードの邸宅に住まい、彼の洗礼式の際には白衣 (chrisom) または洗礼衣を捧持している。
その後、ヘンリー8世は2度の離婚を経て1543年にキャサリン・パーを王妃に迎えた。同年、最後の王妃となったキャサリン・パーの説得により第三継承法が発令され、メアリーとエリザベスに、庶子の身分のままではあったが、王位継承権が復活された。キャサリン・パーとエリザベスは親密になり、1544年にエリザベスはフランス語の宗教詩『罪深い魂の鏡』 (The Miroir or Glasse of the Synneful Soul) を英訳してキャサリン・パーへ贈呈したが、刺繍を施したその本の装丁はエリザベス自身が作製したという。
エリザベスの最初の養育係のマーガレット・ブライアン夫人は彼女は「覚えの良い子供のようであり、そして私の知る限りの（どの子供よりも）すこやかに成長されている」と書き記している。1537年秋からエリザベスはトロイ公爵夫人に養育され、彼女は引退する1545年または1546年まで養育係を務めている。キャサリン・シャンパーノン（結婚後のケイト・アシュリーの名でより知られている）は1537年にエリザベスの女家庭教師に任命され、彼女が死去してブランチ・パーリーが女官長を引き継ぐ1565年までエリザベスの友人であり続けた。彼女は優れた初期教育をエリザベスに施しており、1544年にウィリアム・グリンダルが家庭教師になったときには、エリザベスは英語、ラテン語そしてイタリア語を書くことができた。優秀で熟練した教師であるグリンダルの元でエリザベスはフランス語とギリシャ語を学んでいる。グリンダルが1548年に死去すると、エリザベスはグリンダルの師でラテン語の権威の教師ロジャー・アスカムから教育を受けた。1550年に正式な教育を終えた時、彼女は同時代における最も教養のある女性になっていた。

### エドワード6世の治世とトマス・シーモア事件

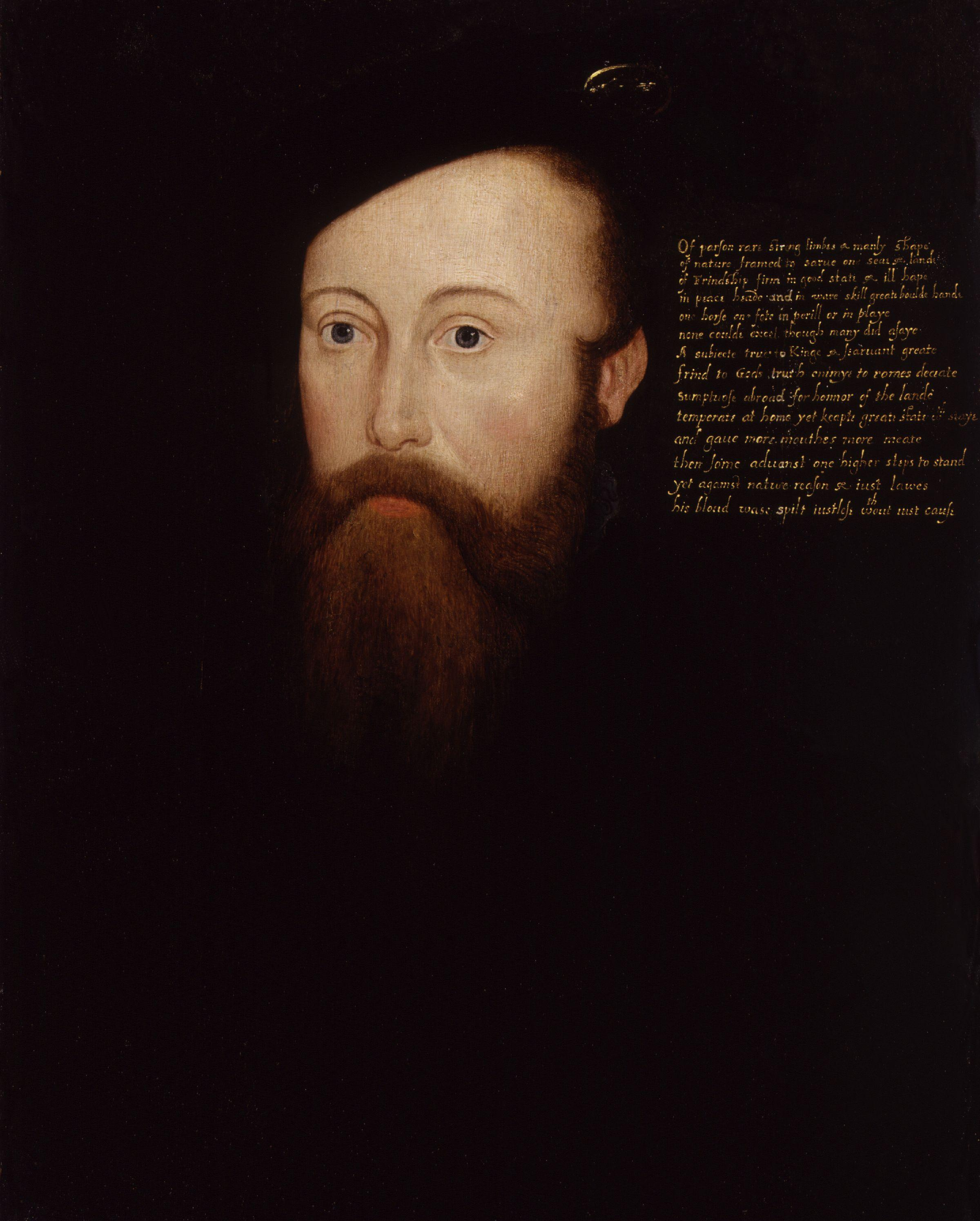
トマス・シーモア

1547年、エリザベスが13歳の時に父ヘンリー8世が崩御し、幼少である異母弟のエドワード6世が即位した。母方の伯父ハフォード伯エドワード・シーモアはサマセット公爵に叙され保護卿（摂政）となって実権を握り、その弟のトマス・シーモアはスードリーのシーモア男爵に叙され海軍卿になった。プロテスタント貴族に取り巻かれたエドワード6世は急進的なプロテスタント化政策を推し進めることになる。
ヘンリー8世最後の王妃であったキャサリン・パーは程なくトマス・シーモアと再婚する。夫妻はエリザベスをチェルシーの邸宅に引き取った。シーモアは40歳に近かったが魅力的で「強いセックスアピール」を有しており、14歳のエリザベスも彼に強く惹かれ、シーモアは寝間着姿でエリザベスの寝室に入り込んだり、馴れ馴れしく彼女の臀部を叩いたりといった性的な悪戯に興じていた。キャサリンも当初は二人の関係を黙認どころか積極的に手を貸していたが、あまりに度を越した二人の親密ぶりに我慢がならなくなり、1548年5月にエリザベスは追い出されチェシャントにあるアンソニー・デニー（ケイト・アシュリーの義兄）の屋敷に移った。歴史家の中にはこの事件が彼女の人生に悪影響を残したと考える者もいる。
シーモアは王室支配のための企てを続けていた。 同年9月5日にキャサリンが産褥熱で死去すると、彼はエリザベスへ再び関心を向け、彼女との結婚を意図した。彼の兄サマセット公と枢密院にとって、これは我慢の限界であり、1549年1月にシーモアはエリザベスとの結婚により兄の打倒を企てた容疑で逮捕された。シーモアとエリザベスとの関係の詳細についてはケイト・アシュリーとエリザベスの金庫役 (cofferer) ・トマス・パリーへの訊問で明らかにされている。ハットフィールド・ハウスに住んでいたエリザベスは関与を認めなかった。彼女の強情さは訊問者ロバート・ティルウィト卿を憤慨させ、彼は「私は彼女の顔を見て、彼女は有罪という心証を得た」と報告している。同年3月20日にシーモアは斬首刑に処された。
1552年にサマセット公が失脚して処刑され、ノーサンバランド公ジョン・ダドリーが実権を握った。ノーサンバランド公は第三継承法を退けてメアリーとエリザベスの王位継承権を剥奪し、ヘンリー8世の妹メアリー・テューダーの孫にあたるジェーン・グレイを王位継承者とするようエドワード6世に提案した。カトリックのメアリーが王位を継ぐことを恐れたエドワード6世はこれを承認する。

### メアリー1世の治世

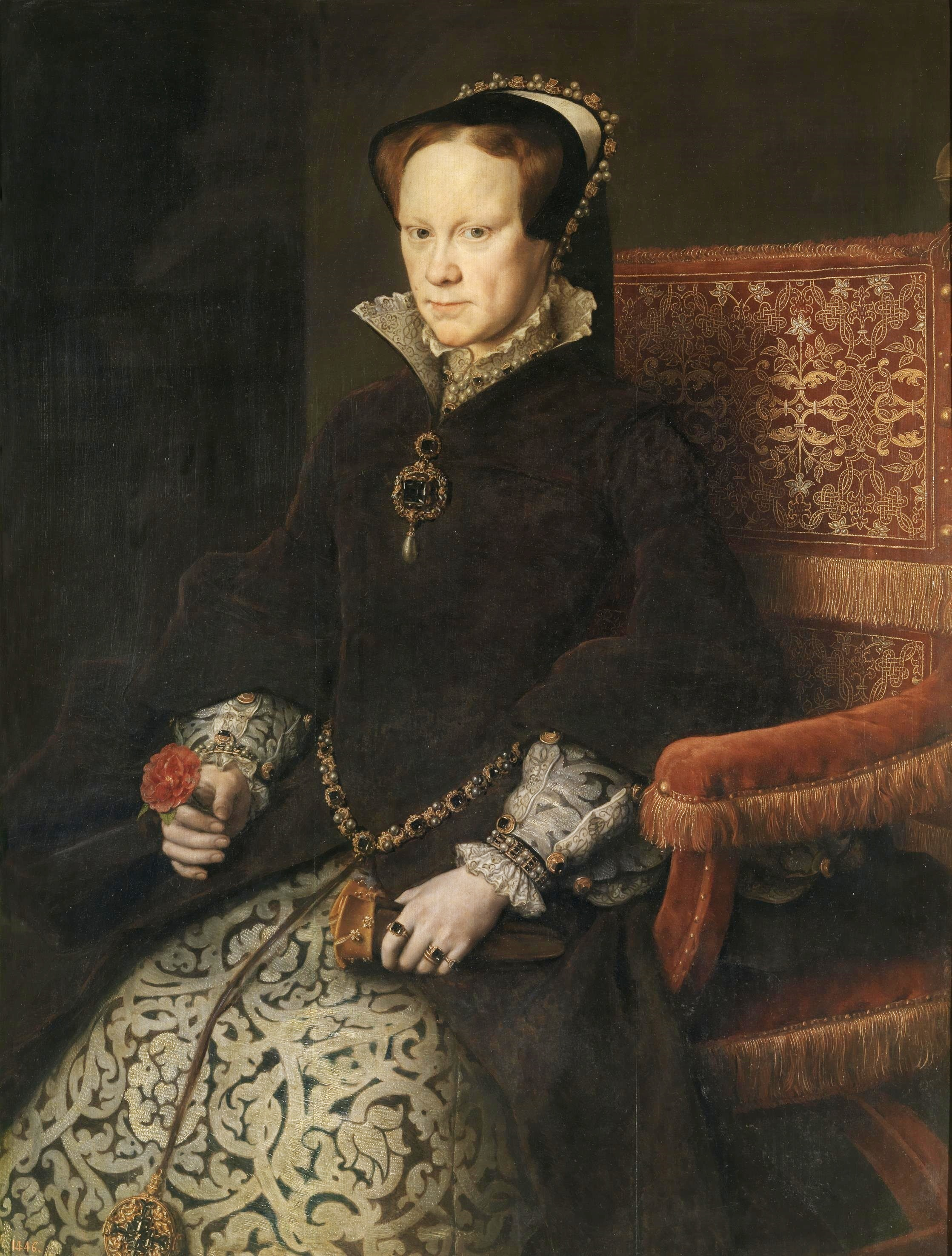
メアリー1世。アントニス・モル画、 1554年

1553年7月6日、エドワード6世は15歳で崩御した。枢密院によってジェーンの女王即位が宣言されたが彼女への支持はたちまち崩れ、彼女は僅か9日間の在位で廃位され、ノーサンバランド公とジェーンは処刑された。エリザベスはメアリーとともに意気揚々とロンドンへ乗り込んだ。
見せかけの姉妹の結束は長くは続かなかった。イングランドで初めて異論のない女王となったメアリー1世はエリザベスが教育を受けたプロテスタント信仰の粉砕を決意し、全ての者がミサへ出席するよう命じた。これにはエリザベスも含まれており、彼女は表面上はこれに従った。メアリー1世が神聖ローマ皇帝カール5世（スペイン王カルロス1世）の皇子フェリペとの結婚を計画していることが知れ渡ると当初の彼女への人気は衰えた。
国内に急速に不満が広まり、多くの人々がメアリー1世の宗教政策に対抗する存在としてエリザベスに注目した。そして、1554年1月から2月にかけてイングランドとウェールズの各地でトマス・ワイアットに率いられた反乱が発生する（ワイアットの乱）。
反乱が鎮圧されるとエリザベスは宮廷に召喚されて訊問を受け、3月18日にロンドン塔に収監された。恐怖したエリザベスは必死に無実を訴えている。エリザベスが反乱者たちと陰謀を企てた可能性は低いが、彼らの一部が彼女に近づいたことは事実である。メアリー1世の信頼厚いカール5世の大使シモン・ルナールはエリザベスが生きている限り王座は安泰ではないと主張し、大法官スティーブン・ガーディナーはエリザベスを裁判にかけるべく動いた。ウィリアム・パジェットを含む宮廷内のエリザベス支持者たちはメアリー1世に対して容疑に対する明確な証拠がないとして、エリザベスを助命するよう説得した。5月22日にエリザベスはロンドン塔からウッドストック・ベディングフェルドへ移され、ヘンリー・ベディングフェルドの監視下でおよそ1年間、幽閉状態に置かれた。移送される彼女に対して群衆が声援を送っている。
1554年7月10日、メアリー1世はフェリペと結婚した。メアリー1世は異端排斥法を復活してプロテスタントに対する過酷な弾圧を行い、彼女は「血まみれのメアリー（Bloody Mary）」と呼ばれた。

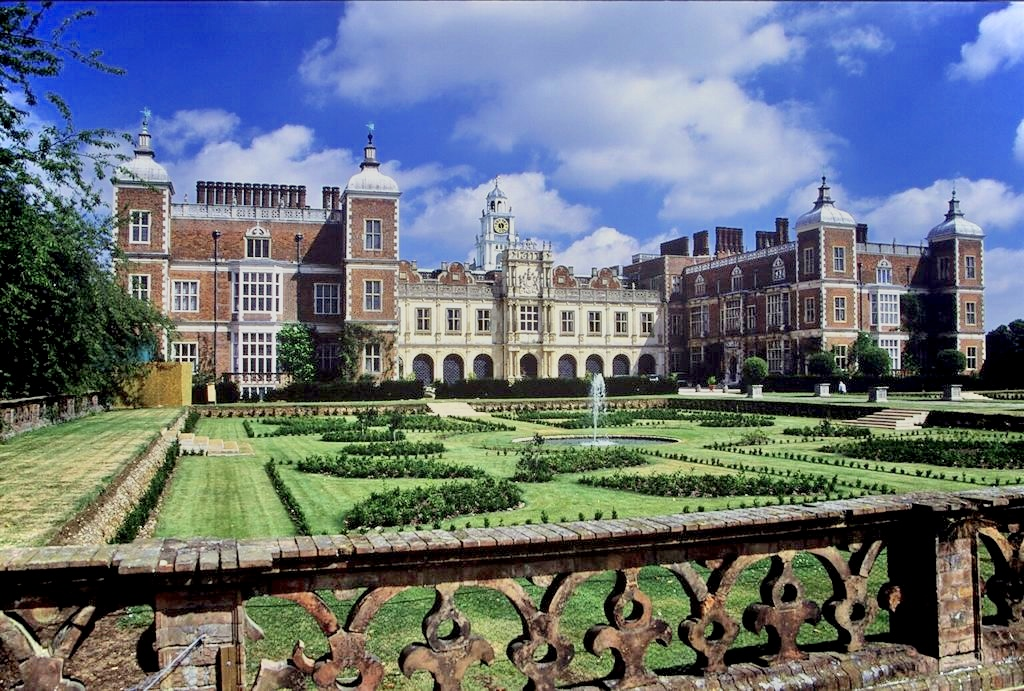
ハットフィールド・ハウス。1558年11月に、この城館でエリザベスは姉の死を知らされる。

1555年4月17日、エリザベスはメアリー1世の出産に立ち会うために宮廷に召喚された。もしも、メアリー1世と彼女の子が死ねば、エリザベスは女王となる。一方で、もしも、メアリー1世が健康な子を生めばエリザベスが女王となる機会は大きく後退することになる。結局、メアリー1世が妊娠していないことが明らかになり、もはや彼女が子を産むと信じる者はいなくなった。エリザベスの王位継承は確実になったかに見られ、王配のフェリペでさえ、新たな政治的現実を認識するようになり、このころから彼はエリザベスと積極的に交流をもった。彼はもう一人の王位継承候補者であるスコットランド女王メアリー（フランスで育ち、王太子フランソワの婚約者）よりもエリザベスが好ましいと考えた。
メアリーは1556年にスペイン王に即位した夫フェリペ2世の要請により、1557年にフランスとの戦争に参戦するが、大陸に唯一残されていた領土カレーを失う結果を招いてしまう。
1558年にメアリー1世が病に倒れると、フェリペ2世はエリザベスと協議すべくフェリア伯を派遣した。10月までにエリザベスは彼女の政府のための計画を作成している。11月6日にメアリー1世はエリザベスの王位継承を承認し、その11日後の11月17日に彼女はセント・ジェームズ宮殿で崩御した。議会は第三継承法に基づきエリザベスの王位継承を承認した。

### 即位

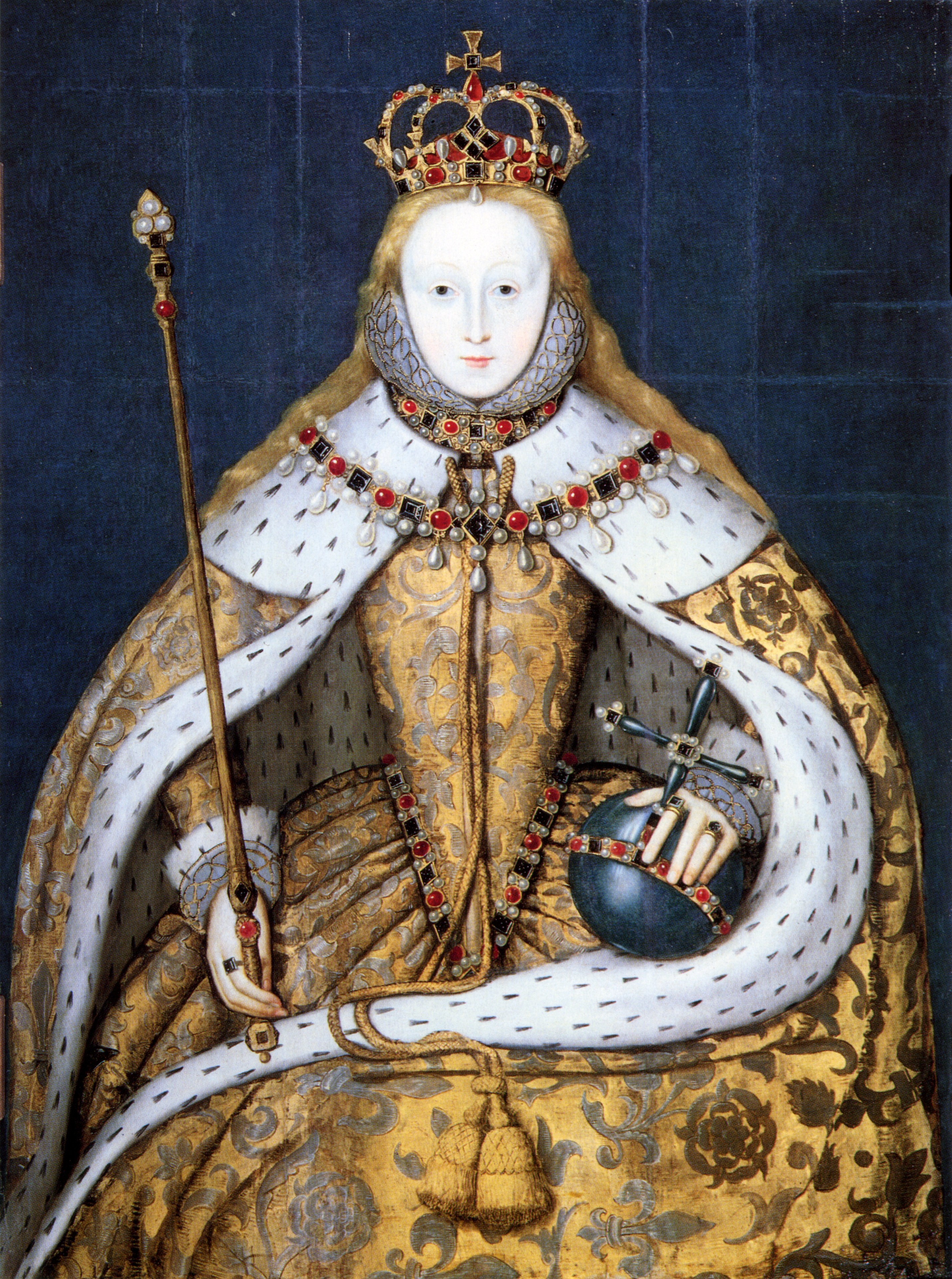
テューダー・ローズの紋様とオコジョの毛皮で飾った即位衣を纏うエリザベス1世。

メアリー1世崩御の証拠として彼女の婚約指輪を携えたロンドンからの使者がハットフィールドに到着した。そして、自らが国王に即位したと聞くと旧約聖書詩編118編第23節を引用してラテン語で"A Domino factum est istud, et est mirabile in oculis nostris（「これは神の御業です、私たちの眼には奇跡と写ります。」）"と語った。 
ハットフィールドで、エリザベスはウィリアム・セシルを国務卿、ニコラス・ベーコンを国璽尚書になど主要人事を発表した。そして、この際に、後にエリザベスとの浮名を流すことになる幼馴染のロバート・ダドリーが主馬頭 (Master of the Horse) に抜擢されている。
1558年11月20日、忠誠を誓うべくハットフィールドへやって来た枢密院やその他の貴族たちに対して所信を宣言した。この演説は彼女がしばしば用いることになる「二つの肉体（生まれながらの肉体と政治的統一体）」のメタファーの最初の記録である。
戴冠式の前日に市内を練り歩く勝利の行進で、彼女は市民たちから心を込めて歓迎され、プロテスタント風の式辞や野外劇で迎えられた。エリザベスの開放的で思いやりのある応対は「驚くほど心を奪われた」観衆たちから慕われた。 翌1559年1月15日、エリザベスはウェストミンスター寺院で戴冠し、カトリックのカーライル司教によって聖別された。それから彼女は耳を聾するようなオルガンやトランペット、太鼓そして鐘の騒音の中で群衆の前にその姿を現した。

### 宗教問題の解決

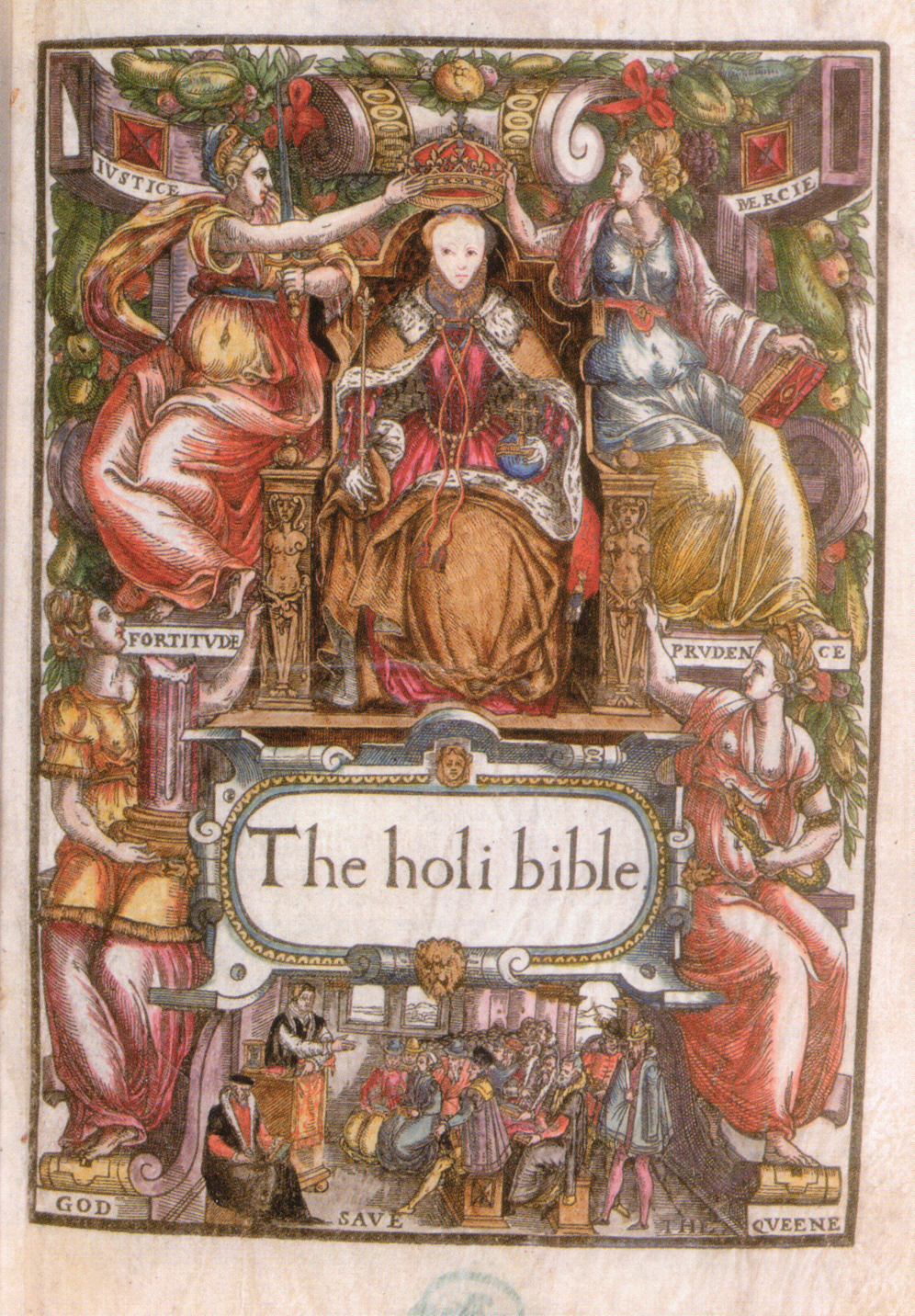
1596年版主教聖書の表紙に描かれたエリザベス1世。

彼女はプロテスタントの教育を受けているがカトリック風に十字架を身に着けることもあり、彼女の宗教政策は現実主義であった。
エリザベスと枢密院はカトリックにとっての異端であるイングランドへの十字軍の脅威を認識していた。それ故にエリザベスはカトリックを大きく刺激せずにイングランド・プロテスタントの希望を叶える解決法を模索した。そのために彼女はより急進的な改革を求めるピューリタン思想には寛容ではなかった。その結果、1559年議会は国王を教会の首長とするが、聖職者の法衣などに多くのカトリックの要素を残したエドワード6世のプロテスタント政策 (en) に基づく教会法の制定に着手した。
庶民院は諸提案を強く支持したが、国王至上法は貴族院とりわけ主教たちから抵抗を受けた。エリザベスにとって幸運なことに、カンタベリー大主教を含む主教管区の多くが空席であった。これによって諸提案を支持する貴族勢力は主教や保守的な貴族に投票で打ち勝つことができた。それにもかかわらず、イングランド国教会における称号についてエリザベスは、女性が有することを多くの人が受け入れがたいと考えるであろう「首長 (Supreme Head) 」の称号ではなく、「最高統治者 (Supreme Governor) 」の称号を受け入れざるを得なかった。新たな国王至上法は1559年5月8日に法制化された。全ての役人は最高統治者たる国王へ忠誠の誓約が求められ、さもなくば役人の資格を剥奪されることになる。メアリー1世によって行われた反対者への迫害を繰り返さないために異端排斥法が廃止された。同時に礼拝統一法が可決され、国教会礼拝への参加と、1552年版聖公会祈祷書の使用を必須のものとしたが、国教忌避または不参加、不使用への罰則は厳しいものではなかった。
1563年には39カ条信仰告白が制定され、イングランド国教会体制が確立した。

### 結婚問題

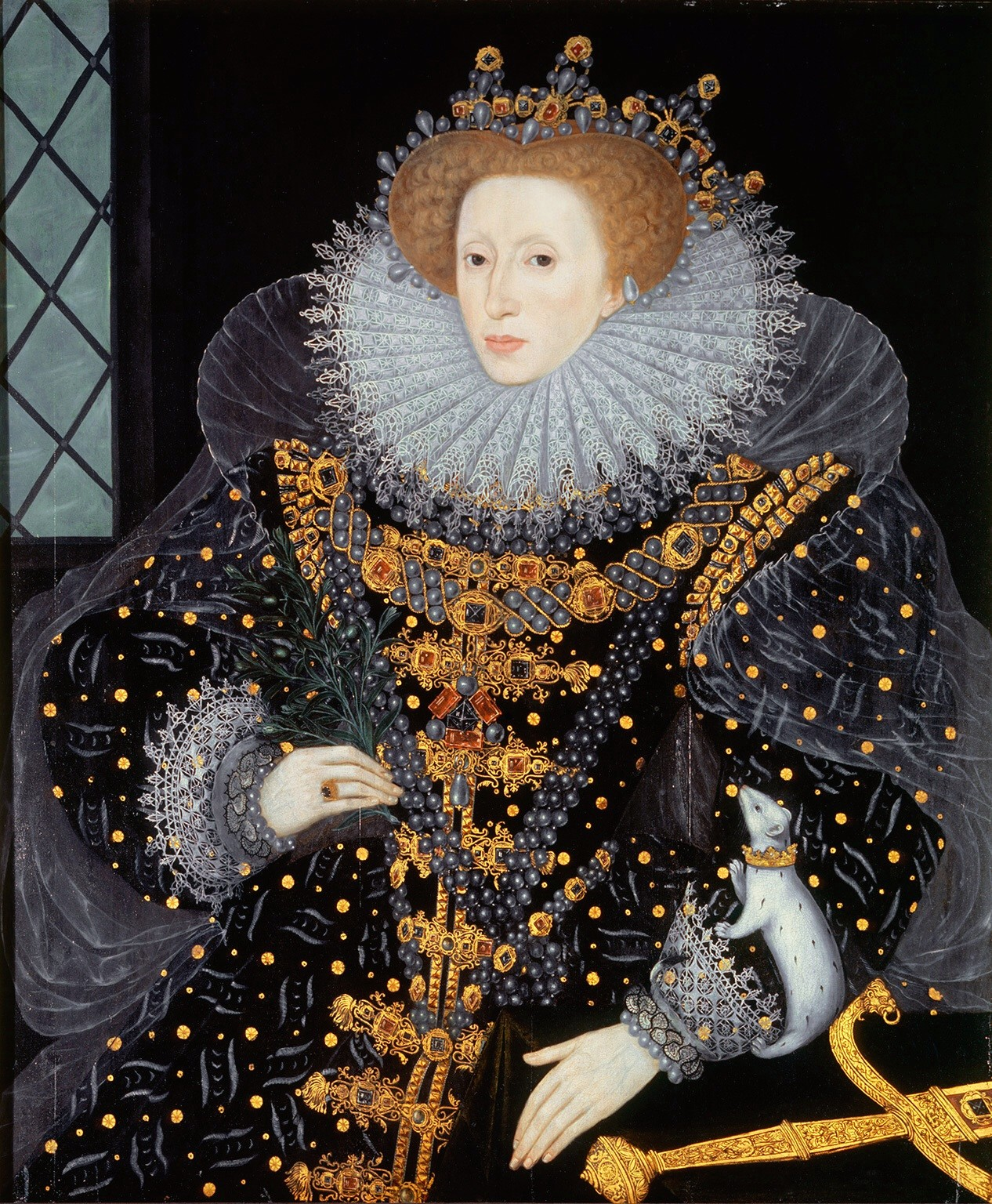
ウィリアム・シーガーまたはジョージ・ガワーが描いたエリザベスの肖像（1585年）

エリザベスの治世初期から彼女の結婚が待望されたが、誰が女王の婿になるかが問題となっていた。数多くの男性からの求婚があったものの彼女が結婚することはなく、生涯独身を貫いた理由は明らかではない。歴史家たちはトマス・シーモアとの一件が彼女に性的関係を厭わせた、もしくは自身が不妊体質であると知っていたと推測している。
エリザベスは統治のための男性の助けを必要とせず、また、姉のメアリー1世に起きたように結婚によって外国の干渉を招く危険もあった。未婚でいることによって外交を有利に運ぼうという政策が基本にあったという政治的な理由や母アン・ブーリンおよび母の従姉妹キャサリン・ハワードが父ヘンリー8世によって処刑され、最初の求婚者トマス・シーモアも処刑されたことから結婚と「斧による死」が結びつけられた心理的な要因とする説もある。一方で、結婚は後継者をもうけ王家を安泰にする機会でもあった。
彼女は50歳になるまで、幾人かの求婚者に対して考慮している。最後の求婚者は22歳年下のアンジュー公フランソワである。

#### ロバート・ダドリー

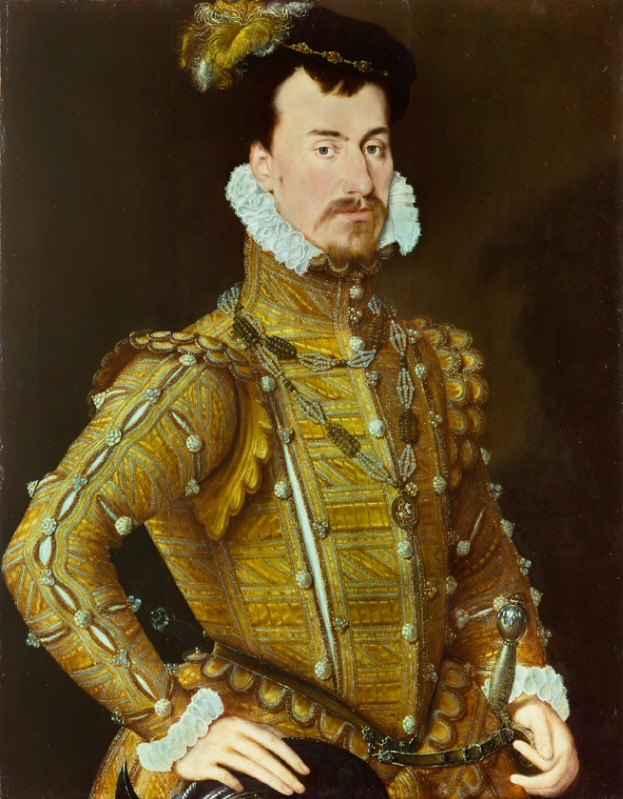
レスター伯ロバート・ダドリー

1559年春にエリザベスの幼馴染であるロバート・ダドリー（ジェーン・グレイ擁立事件で処刑されたノーサンバランド公の四男）への友情が愛情に変わり、広く知られるようになった。彼らの交際は宮廷・国内そして外国でまで話題になった。また、彼の妻エイミー・ロブサートが「片方の乳房の病」に罹り、女王は彼女が死ねばロバート卿と結婚するだろうとも言われた。幾人かの高貴な求婚者たちがエリザベスを得るべく競っており、彼らの使者たちは我慢しきれず、よりスキャンダラスな会話を交わし、寵臣との結婚はイングランドにとって好ましくない事態を生じさせると報告している。

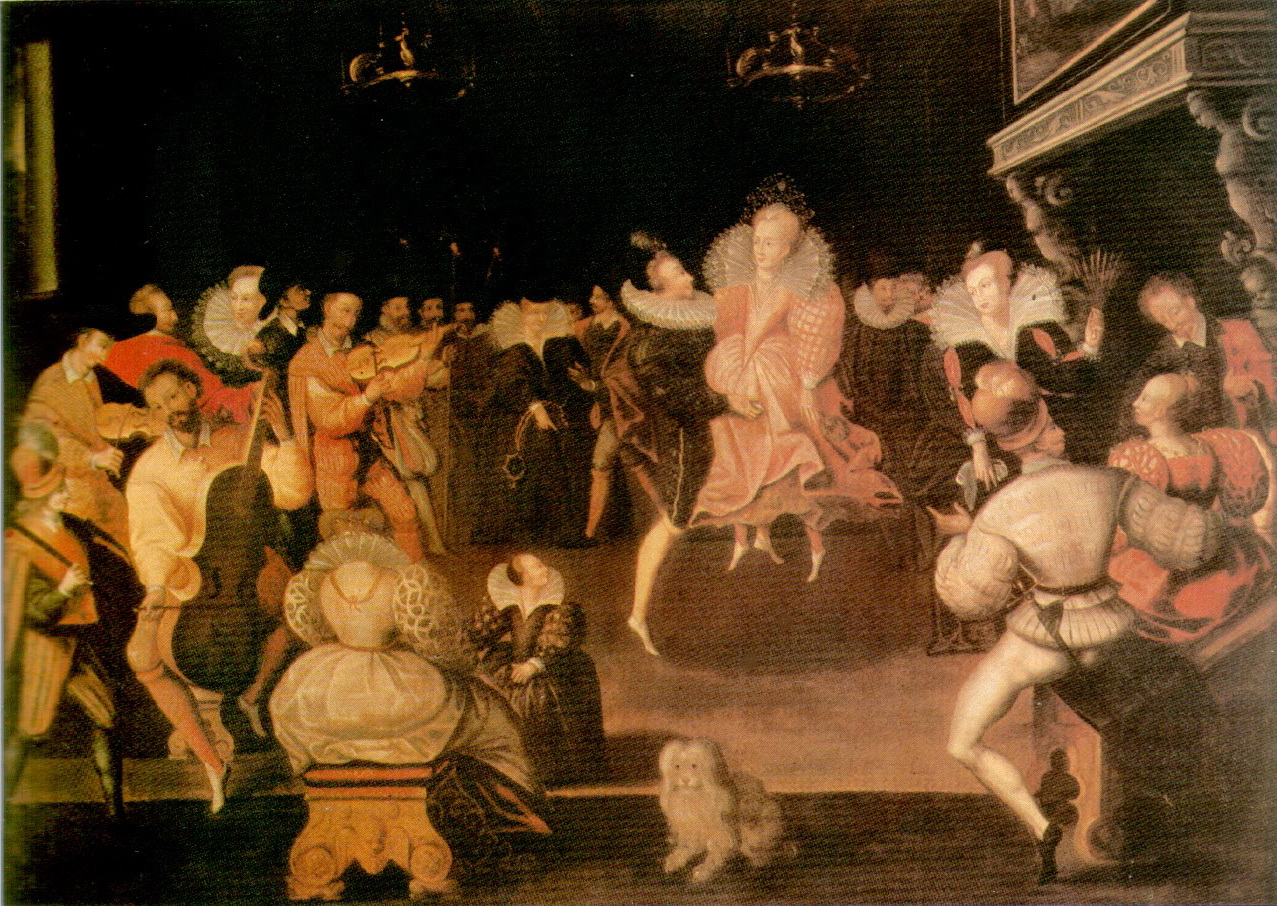
ダドリーと踊るエリザベス

1560年9月にダドリーの妻が階段から転落死すると、多くの人々が女王と結婚するためにダドリーが妻の死を企てたと疑った。 死因審問は事故であると断定し、暫くの間はエリザベスもダドリーとの結婚を真剣に考えたが、ウィリアム・セシル、ニコラス・スロックモートンなど多くの貴族たちが警告し、明確に反対した。反対は圧倒的であり、もしも結婚が実行されたら貴族たちは反乱を起こすとの噂まで流れた。
この後、他に幾つか結婚の話はあったが、ロバート・ダドリーは10年近く候補と見なされ続けている。エリザベス自身は彼と結婚する意志が無くなった後も彼の恋愛にはひどく嫉妬した。1564年にエリザベスはダドリーをレスター伯爵に叙した。結局、彼は1578年に再婚しており、この結婚にエリザベスは幾度も不機嫌を示し、彼の妻であるレティス・ノウルズを生涯憎んだ。しかし依然としてダドリーは「（エリザベスの）情緒生活の中心であり続けた」と歴史家スーザン・ドーランは述べている。ダドリーはアルマダの海戦のすぐ後に死去し、エリザベスの死後、彼女の私物の中から「彼からの最後の手紙」と自筆されたダドリーからの手紙が発見されている。
その他の愛人とされる人物にはエセックス伯ロバート・デヴァルー、ウォルター・ローリー卿などがいる。ローリーは新大陸（アメリカ）にエリザベスに因んだバージニア植民地を建設するなどし好意を得ていたが、エリザベスの侍女と極秘結婚したためロンドン塔に幽閉された。レスター伯の義子であるエセックス伯は晩年の寵臣で、女王が老齢に達していたこともあり寛容であったが、反乱を起こし処刑されている。

#### 政治的側面

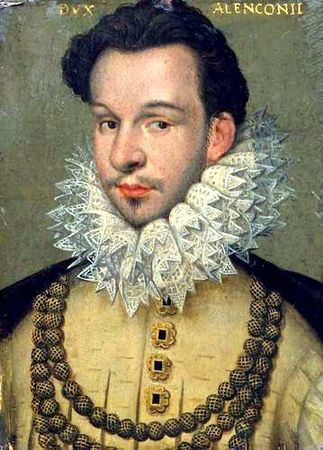
アンジュー公フランソワ。 ニコラス・ヒリアード画。

エリザベスは（しばしば外交上の策略にしか過ぎない）結婚問題を公にし続けた。ダドリーの求婚は別として、エリザベスは結婚問題を外交政策として扱った。彼女はスペイン王フェリペ2世の求婚は1559年に拒否したものの、数年に亘り彼の従弟のオーストリア大公カール2世との婚姻を交渉している。
議会は繰り返し結婚を請願したが、彼女は常に言葉を濁して答えていた。1563年、神聖ローマ帝国の使節に「もしも私が私本来の意向に従うならば、『結婚した女王よりも、独身の乞食女』ということです」と語っている。同じ年にエリザベスが天然痘に罹ると後継者問題が激化した。議会は彼女の死による内戦を防ぐために女王に結婚か後継者の指名を迫った。その4月に彼女は議会を閉会させ、1566年に課税への支持を必要とするまで再開させなかった。庶民院は彼女が後継者を示すことに同意するまで特別補助金を差し控えると脅した。1566年議会でロバート・ベルがエリザベスの制止にもかかわらずこの問題を追及すると、彼は彼女の怒りの標的になり「ベル氏とその共犯者は貴族院で意見を開陳して、彼らを納得させなさい」と糾弾された。
1566年、彼女はスペイン大使に「もしも結婚せずに後継者問題を解決できるならば、そうするだろう」と打ち明けている。1570年までに政府の高官たちはエリザベスは結婚せず、後継者を指名もしないであろうことを受け入れた。ウィリアム・セシルは既に後継者問題の解決法を模索していた。この立場のために、彼女の結婚の失敗により、彼女はしばしば無責任だと非難された。エリザベスの沈黙は彼女自身の政治的な安全を強化した。彼女はもしも後継者を指名すればクーデターの危機にさらされると知っていた。
1568年にハプスブルク家との関係が悪化すると、代わりにエリザベスはフランスのヴァロワ家の2人の王子との結婚を考えた。最初はアンジュー公アンリ（後のフランス国王アンリ3世）であり、その後（1572年から1581年）は彼の弟のアンジュー公フランソワである。この最後の提案は南ネーデルラントを支配していたスペインに対抗するためのフランスとの同盟構想と結びついていた。1579年にフランソワは求婚のため来英してエリザベスと面会しており、 エリザベスは彼に「蛙 （frog）」の愛称をつけた。エリザベスはアンジュー公が彼女へ贈った蛙形のイアリングを身につけるなどこの求婚を真剣に考慮していたようだが、カトリックのフランス王族との結婚には反対論が非常に強く、結局この縁談は成立しなかった。1584年にアンジュー公フランソワは若くして死去し、この報を受けたエリザベスは悲しみ喪に服した。
エリザベスの未婚は処女性への崇拝を生じさせた。詩や肖像画において、彼女は普通の女性ではなく処女や女神として描写された。当初はエリザベスの処女性を美徳とするものであった。1559年に彼女は庶民院において「大理石の墓石にこの時代を治めた女王、処女として生き、死んだと刻まれれば満足です」と発言している。これ以降、とりわけ1578年以降、詩人や作家たちはこの題材を取り上げ、エリザベスを称揚するイコンに転じた。隠喩 (metaphor) や奇想 (conceit) の時代、神の加護の元に彼女は王国そして臣民と結婚した者として描かれた。1599年にエリザベスは「私のよき臣民、すべてが私の夫だ」と語っている。

### スコットランド女王メアリー

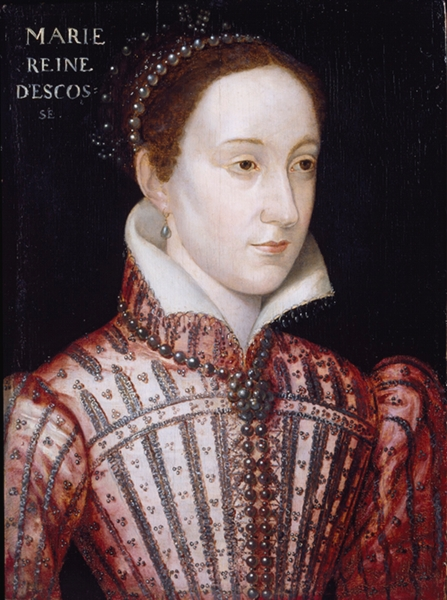
スコットランド女王メアリー

フランス育ちでフランス王フランソワ2世の妃でもあったスコットランド女王メアリーはヘンリー8世の姉マーガレット・テューダーの孫であり、有力なイングランド王位継承権を持っていた。エリザベスはその出生の経緯から嫡出性に疑念を持たれており、少なからぬ人々（特にカトリック）がメアリーを正統なイングランド王位継承権者と考えていた

#### メアリーの退位と亡命
エリザベスの最初の対スコットランド政策は駐留フランス軍への対抗であった。彼女はフランスがイングランドへ侵攻し、スコットランド女王メアリーをイングランド王位に据えようと企てることを恐れていた。エリザベスはスコットランド・プロテスタントの反乱を援助するようウィリアム・セシルらから説得され、消極的ながらも1559年末に出兵を認めた。イングランド軍はリース城を落とせず苦戦したが、1560年に和議（エディンバラ条約）が成立し、フランスの脅威を北方から除くことができた。 メアリーは条約の批准を拒否している。
1560年末にフランス王フランソワ2世が崩御し、メアリーは帰国することになった。翌1561年にスコットランドへ帰国したが、国内にはプロテスタントの教会が設立されエリザベスに支援されたプロテスタント貴族によって国政が運営されていた。
1563年、エリザベスは本人の意思を確かめることなく、彼女自身の愛人ロバート・ダドリーをメアリーの夫に提案した。この縁談は双方共に熱心にはならず 、1565年にメアリーは自身と同じくマーガレット・テューダーの孫でイングランド王位継承権を持つ従弟のダーンリー卿ヘンリー・ステュアートと結婚した。この結婚はメアリーの没落をもたらす一連の失策の端緒となった。
メアリーとダーンリー卿はすぐに不仲になる。そして、ダーンリー卿がメアリーの愛人と疑ったイタリア人秘書ダヴィッド・リッツィオが惨殺されると、彼はその関与を疑われスコットランド国内において急速に不人気になった。1566年6月19日、メアリーは王子ジェームズ（後のスコットランド王ジェームズ6世／イングランド王ジェームズ1世）を出産した。
1567年2月10日、ダーンリー卿が病気療養していた屋敷が爆破されて彼の絞殺死体が発見されると、ボスウェル伯ジェームズ・ヘップバーンが強く疑われた。それからほどない5月15日にメアリーはボスウェル伯と再婚し、彼女自身が夫殺しに関わっていたとの疑惑を呼び起こした。
これらの出来事はメアリーの失脚とロッホリーヴン城への幽閉という事態を招く。スコットランド貴族は彼女に退位とジェームズへの譲位を強いた。ジェームズはプロテスタントとして育てるためにスターリング城へ移された。1568年、メアリーはロッホリーヴンから逃亡したが、戦いに敗れイングランドへ亡命した。当初、エリザベスはメアリーを復位させようと考えたが、結局彼女と枢密院はイングランド軍とともにメアリーをスコットランドへ帰国させる、もしくはフランスやイングランド内のカトリック敵対勢力の手に渡す危険を冒すより、彼女をイングランドに抑留するという安全策を選択し、メアリーはこの地で19年間幽閉されることになる。

#### メアリーと陰謀事件

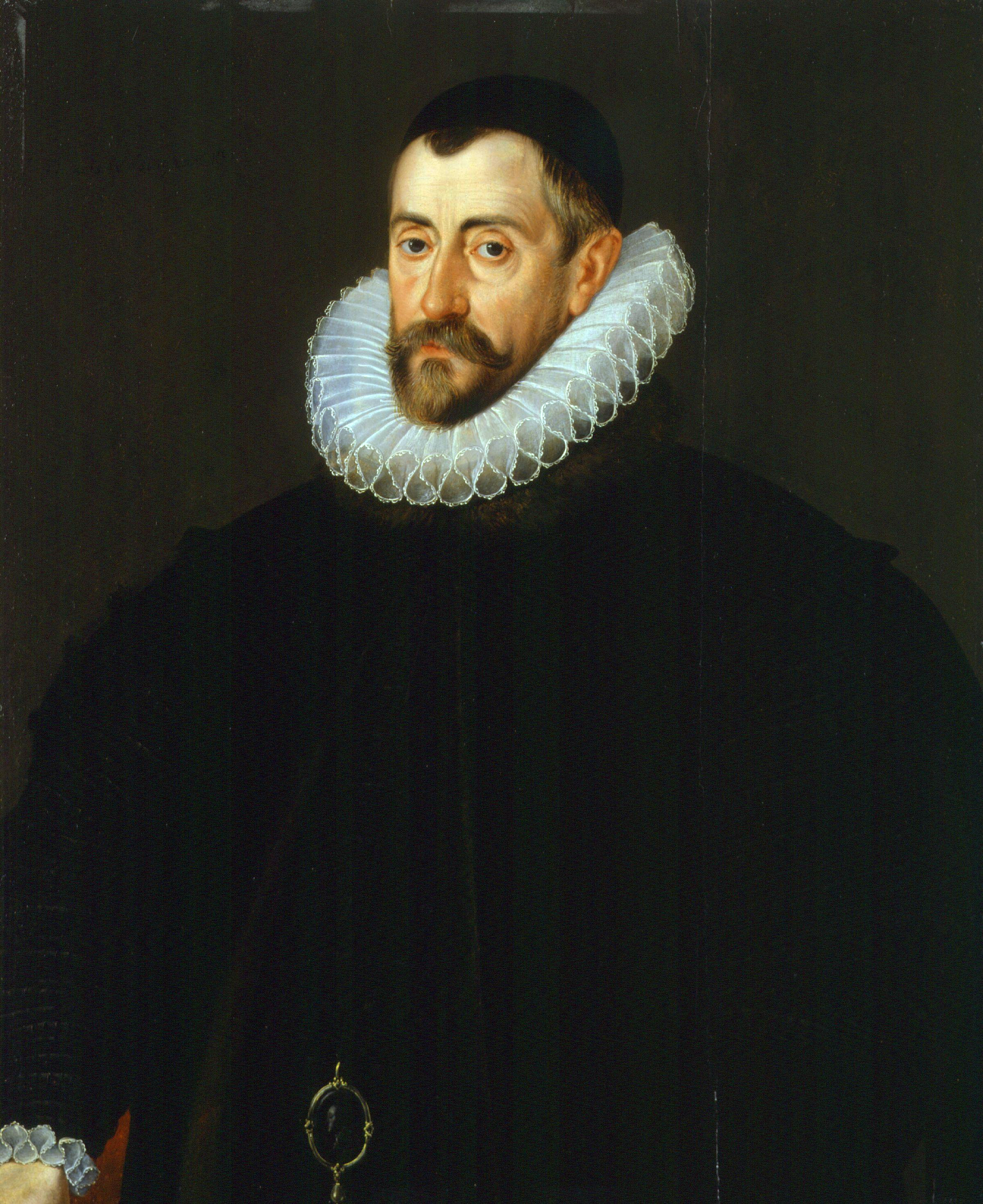
フランシス・ウォルシンガム, 王璽尚書 （1573–1590）、エリザベスのスパイ組織のリーダーを務め、幾つもの女王暗殺計画を摘発している。

すぐにメアリーは反乱の焦点となった。1569年、北部諸侯の反乱の首謀者たちは彼女の解放とノーフォーク公トマス・ハワードとの婚姻を策動した。反乱は鎮圧され、エリザベスはノーフォーク公を断頭台へ送った。
1570年、教皇ピウス5世は「レグナンス・イン・エクスケルシス」と呼ばれる教皇勅書を発し、「イングランド女王を僭称し、犯罪の僕であるエリザベス」は異端であり、全ての彼女の臣下を忠誠の義務から解放すると宣言した。これによって、イングランドのカトリックはメアリーをイングランドの真の統治者と期待するさらなる動機を持つようになった。
イングランド王位を狙う陰謀へのメアリー本人の加担の真偽は諸説あるが、1571年のリドルフィ陰謀事件から1586年のバビントン陰謀事件までに、エリザベスのスパイ組織のリーダー・フランシス・ウォルシンガムと枢密院は彼女の事件について激しく論議している。当初、エリザベスは彼女の死を求める意見に反対していたが、1586年後半にはバビントン陰謀事件でのメアリーの自筆の手紙の証拠を以って彼女の裁判と処刑に同意させられた。同年11月のエリザベスの判決は「同国王位を僭称するメアリーは同国の共犯者とともに我が国王を傷つけ、殺し、破壊しようと企てた」と宣告した。
エリザベスはメアリーの死刑執行を躊躇し続け、執行状に署名した翌日でさえ国務次官ウィリアム・デヴィソンを「急ぎすぎる」と叱責している。1587年2月8日、メアリーはノーサンプトンシャーのフォザリング城で斬首された。
処刑が執行されるとエリザベスは廷臣たちを罵倒し、怒りの矛先を向けられたデヴィソンはロンドン塔へ送られてしまう。メアリー処刑はスコットランドやフランスそしてスペインなど諸外国からの強い非難を引き起こすことになり、アルマダ海戦の原因ともなった。

### 戦争と外交
エリザベスは1559年から1560年にかけてスコットランドへ出兵した。またユグノー戦争でユグノー貴族を支援したが、見返りに受け取るはずだったル・アーヴルの占領に失敗した（1562年10月 - 1563年6月）。エリザベスはル・アーヴルとカレー（1558年にフランスに奪回されている）との交換を考えていた。ユグノーとの絆は近代の大英帝国を約束した。
1585年にカトリック勢力を打倒するためにオランダのユグノーとノンサッチ条約を締結。ユグノーと艦隊を動かし攻勢的な政策を追求した。これは対スペイン戦争で成果を挙げ、戦闘の80%が海上で行われた。彼女は1577年から1580年にかけて世界を一周し、スペインの港湾や艦隊を襲撃して名声を勝ち得たフランシス・ドレークをナイトに叙爵している。彼らをほとんど統制できなかったが、海賊行為と富の追求がエリザベス朝の船乗りたちを駆り立てていた。

#### ネーデルラント派兵

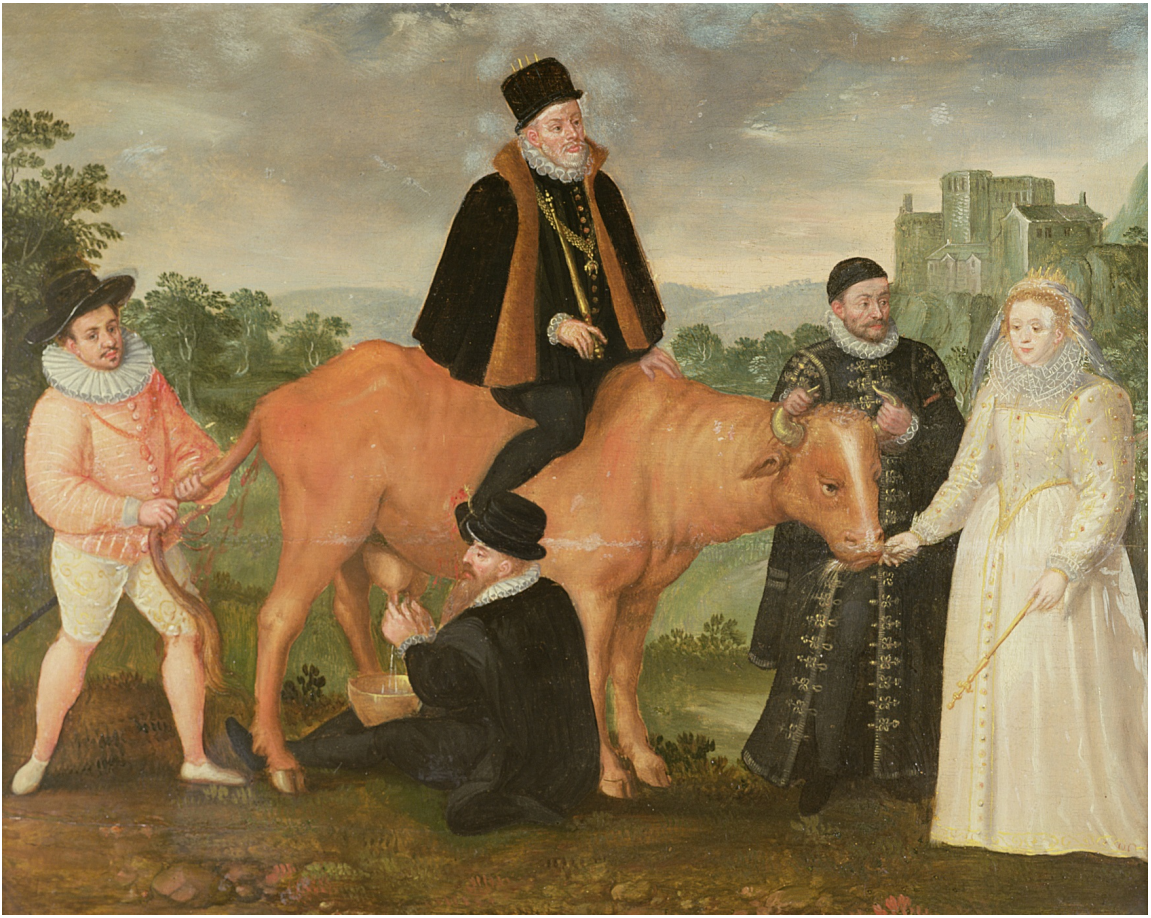
『オランダの雌牛を飼育するエリザベス』
ネーデルランド派兵の風刺画。作者不明。

ル・アーヴル占領の失敗の後、フェリペ2世に敵対するネーデルラントのプロテスタント反乱軍を支援するために英軍を派遣するまで、大陸への派兵は避けて来た。これは1584年のオラニエ公ウィレム1世（オランダ人勢力の指導者）とアンジュー公フランソワ（反乱軍を支援していた）の死去とスペイン領ネーデルラント総督パルマ公アレッサンドロ・ファルネーゼによるネーデルラント諸都市占領を受けてのことであった。
1584年12月に成立したフェリペ2世とフランスのカトリック同盟との連合によって、フランス王アンリ3世のネーデルラントにおけるスペイン帝国の支配に対抗する力は大きく減退していた。これによってスペインの勢力が、カトリック同盟の勢力が強いフランスの英仏海峡沿岸地域にまで伸ばされ、イングランドは侵略の脅威にさらされることになった。1585年のパルマ公によるアントウェルペン包囲はイングランドとオランダ人に何らかの対応を必要とさせた。その結果、同年8月にオランダ人への軍事援助を約束するノンサッチ条約が締結された。この条約が1604年のロンドン条約まで続くことになる英西戦争の開戦となる。

#### アルマダの海戦

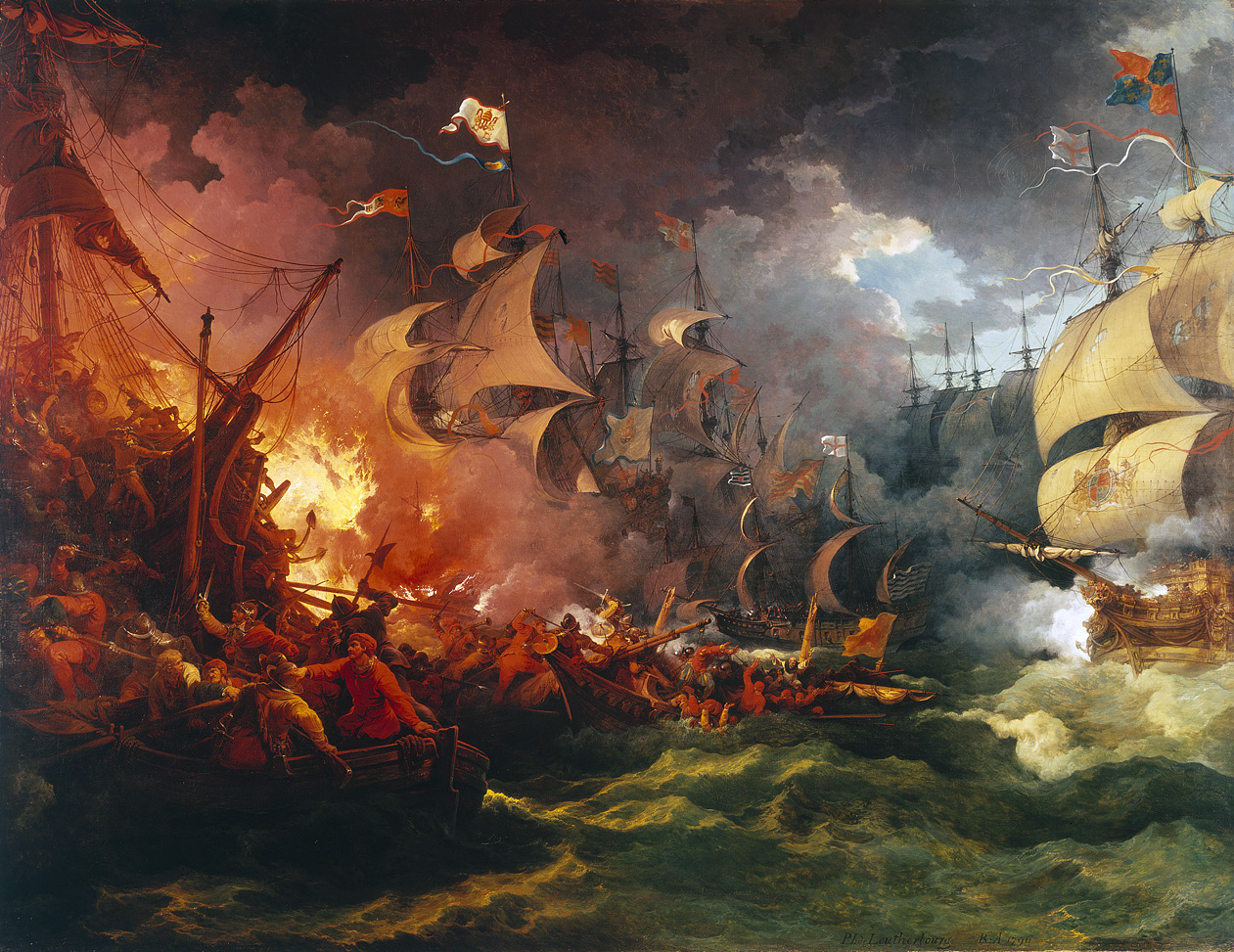
『スペイン無敵艦隊の敗北』フィリップ・ジェイムズ・ド・ラウザーバーグ画。

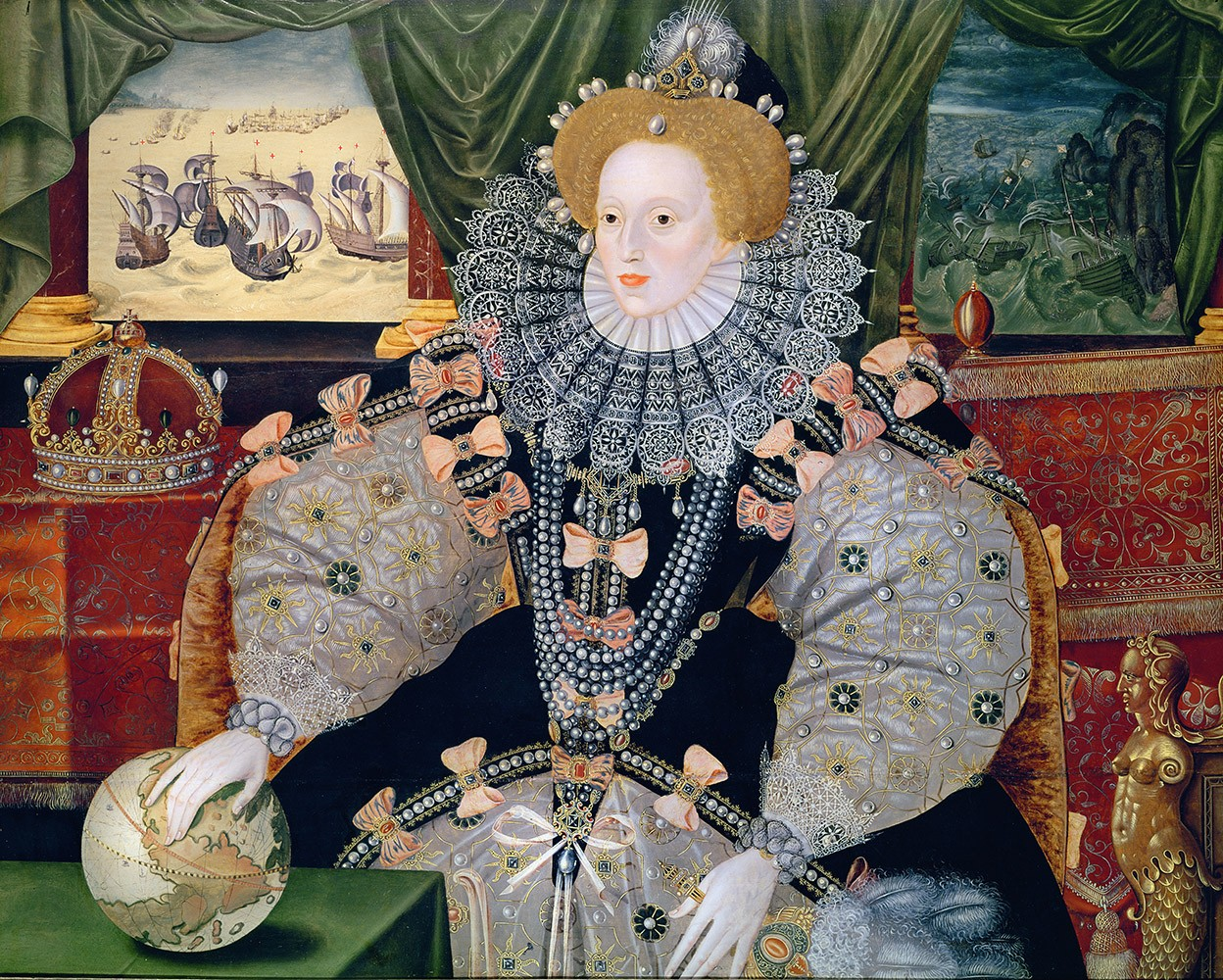
背景に描かれているスペイン無敵艦隊に対する勝利（1588年）を祝うエリザベス1世の肖像画。エリザベスの手は地球儀に置かれ、彼女の国際的な力を象徴している。

エリザベスは財政難を補うため私掠船に私拿捕特許状を与え、植民地から帰還途上のスペイン船を掠奪させており、私掠船長のフランシス・ドレークは1585年から1586年に西インド諸島のスペイン諸港と船を襲撃する航海を敢行し、1587年にはカディスを襲撃して「イングランド経営計画 （Enterprise of England）」 を企図するスペイン艦隊の船舶の破壊に成功していた。このため、フェリペ2世は遂にイングランドとの本格的な戦争を決意する。
1588年4月29日、パルマ公率いるスペイン陸軍をネーデルラントからイングランド南東部へ輸送するため、スペイン無敵艦隊が英仏海峡へ向けて出港した。幾つもの誤算と不運が重なったスペイン艦隊は、7月29日にグラヴリーヌ沖でイングランド軍による火船攻撃によって敗北し、艦隊は北東へ潰走。その後、アイルランド沿岸で嵐に巻き込まれて大損害を出し散り散りになって本国へ帰還した。

スペイン艦隊の運命を知らないイングランド民兵がレスター伯の指揮の元での国土防衛のために召集されていた。8月8日、彼はエリザベスを閲兵のためにエセックス州ティルベリーへ招いた。ビロードのドレスの上に銀色の胸当てを着た彼女はここで最も有名な演説 (en) を行った。
侵略軍は襲来せず、国民は歓喜した。セント・ポール大聖堂でのエリザベスの感謝の祈りを捧げる行列は彼女の戴冠式に匹敵する壮観なものであった。スペイン艦隊の撃退はエリザベスとプロテスタント・イングランドにとって強力な宣伝となる勝利であった。イングランドは彼らの救済を神の恩寵そして処女王の下の国家の不可侵と受け取った。しかしながら、この勝利は戦争の転換点とはならず、戦いは続きしばしばスペインが優勢ともなった。スペインは依然としてネーデルラントを支配しており、侵略の脅威は依然残っていた。
翌1589年、イングランド艦隊は反撃に出てにポルトガルを攻撃するが、目的のスペイン艦隊を捕捉できなかった上に多くの損害を出しエリザベスを激怒させる結果に終わった（イングランド無敵艦隊）。1590年以降、イングランドは西インド諸島を度々攻撃し、1596年にはチャールズ・ハワード卿および寵臣ウォルター・ローリー、エセックス伯ロバート・デヴァルー率いる艦隊がスペインの要衝カディス港襲撃に成功している。
1600年、エリザベスと協力してスペインに対抗するため、モロッコのスルターンであったアフマド・マンスール・ザハビーがアブドゥルワーヒド・ブン・マスウード・ブン・ムハンマド・アンヌーリーなどからなる使節団をイングランドに派遣し、協議を行っている。

#### フランス王アンリ4世への支援
1589年にプロテスタントのアンリ4世がフランス王位を継承すると、エリザベスは彼に援軍を送った。これは1563年に失敗に終わったル・アーブル占領以来のフランスへの軍事的冒険だった。アンリ4世の継承はカトリック同盟とフェリペ2世から強く異議を唱えられており、エリザベスは海峡諸港をスペインに奪われることを恐れていた。しかしながら、この後のフランスにおけるイングランド軍の軍事行動は秩序を欠き、効果のないものだった。
兵4,000を率いるウィラビー卿は、エリザベスの命令を無視して行動し、ほとんど戦果もなく北フランスを徘徊しただけだった。彼は半数の兵を失い、1589年12月に無秩序に撤退した。1591年に兵3,000を率いてブルターニュで戦ったジョン・ノリスはより悲惨な結果に終わっている。これらの遠征において、エリザベスは司令官たちの補給や増援の要請を出し渋っていた。ノリスは自らロンドンへ赴き支援を嘆願している。彼の不在中の同年5月にカトリック同盟はクランの戦いで英軍の残存軍を撃滅した。
7月、エリザベスはアンリ4世のルーアン包囲を援助すべくエセックス伯率いる軍隊を派遣したが結果は惨憺たるものだった。エセックス伯は何らなすことなく1592年1月に帰国し、アンリ4世は4月に解囲を余儀なくされた。この時もエリザベスは海外へ赴いた司令官を統制することができなかった。「彼は何処にいて、何をしているのか、何をするのか」「私たちは全く知らない」と彼女はエセックス伯に書き送っている。

#### アイルランド

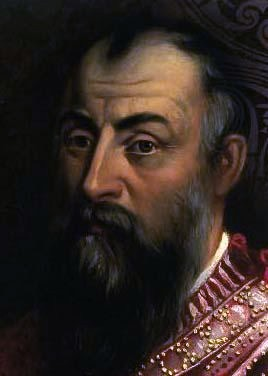
ティロン伯ヒュー・オニール

アイルランドはエリザベスの支配する2つの王国の一つであったが、カトリック系住民の敵意に直面し、彼らは女王の敵たちと陰謀を企てた。エリザベスの政策は叛徒たちがスペインにイングランドを攻める基地を与えることを防ぐべく、自らの廷臣たちに土地を与えることであった。一連の反乱に対して、英軍は焦土作戦を採り、土地を焼き払い男も女も子供たちも虐殺した。1582年のジェラルド・フィッツジェラルド率いるマンスターでの反乱の際には、約3万人のアイルランド人が餓死に追い込まれている。詩人エドマンド・スペンサーは犠牲者たちは「如何なる石の心でも後悔したであろう、このような惨めさをもたらされた」と書き記している。エリザベスは「残忍で野蛮な民族」であるアイルランド人を丁重に扱うよう司令官たちに忠告したが、暴力と流血が必要であると思われた時には彼女は何らの良心の呵責も示さなかった。
1594年から1603年にかけて、エリザベスはティロンの乱（またはアイルランド九年戦争）の名で知られるアイルランドにおける最も厳しい試練に直面した。指導者ティロン伯ヒュー・オニールはスペインの援助を受けていた。1599年春、エリザベスは反乱の鎮圧のためにエセックス伯を派遣した。だが、エセックス伯はほとんど戦果を挙げることもなく、そして許可を受けずに帰国してしまい、彼女を苛立たせた。エセックス伯はマウントジョイ男爵チャールズ・ブラントと交代させられ、ブラントは反乱軍の撃破になお3年を要した。1603年、オニールはエリザベスの死の数日後に降伏した。

### 晩年

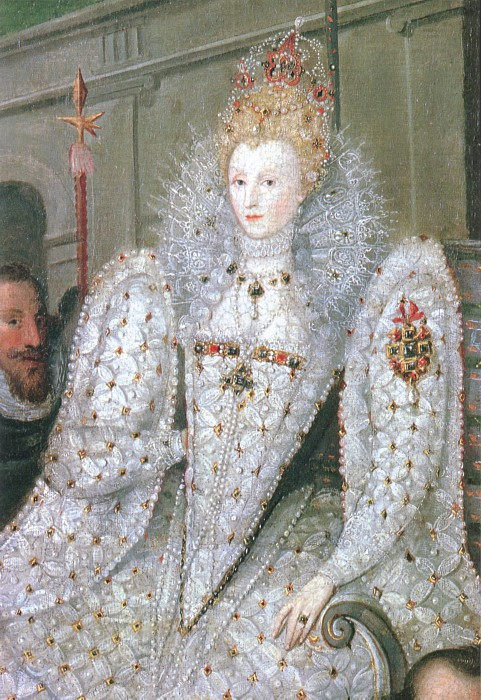
エリザベス1世。1600年ごろ

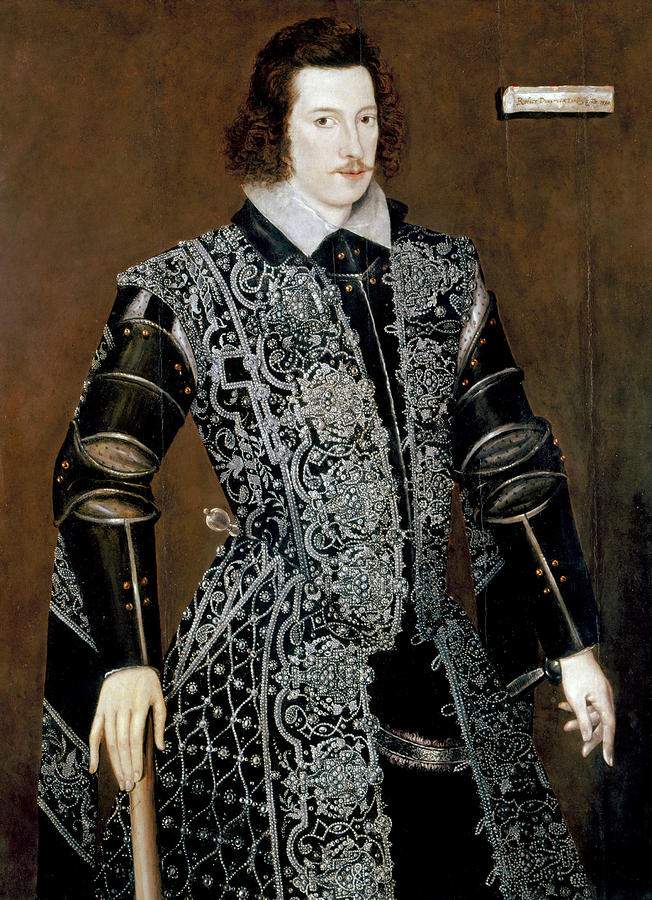
エセックス伯ロバート・デヴァルー, ウィリアム・セガール画、1588年

1588年のアルマダの戦いでの勝利の後、エリザベスには新たな困難がもたらされ、それは彼女の治世の終わりまで15年間続いた。「囲い込み」によって発生した大量の難民に対処しきれず、発布した「エリザベス救貧法」も効果がなかった。またスペインやアイルランドとの戦争はだらだらと長引き、税はより重くなり、経済は凶作と戦費によって打撃を受けた。物価が高騰し、生活水準は低下した。
この時期、カトリックへの弾圧が激しくなり、1591年にはカトリック世帯への訊問と監視権限が与えられた委員会が設置されている。平和と繁栄の幻影を維持するために、エリザベスは次第にスパイとプロパガンダに依存するようになった。治世の最後の数年間の批判の増大は民衆の彼女への好意の衰えを反映している。
この時期がしばしば、エリザベスの「第二期治世」と呼ばれる由縁は1590年代のエリザベスの統治体制である枢密院の性格の違いによる。新たな世代が台頭していた。バーリー卿を別として、ほとんどの有力な政治家が1590年前後に世を去り、レスター伯は1588年、フランシス・ウォルシンガム卿は1590年、クリストファー・ハットン卿は1591年に死去していた。1590年代以前には目立っては存在しなかった政府内の派閥闘争が際立った特徴となっている。国家における最有力の地位をめぐるエセックス伯とロバート・セシル（バーリー卿の子息）そして各々の支持者間の激しい闘争が政治を損なった。エリザベスが信頼する医師ロペス博士の事件でも明らかなように、女王個人の権威は軽んじられていた。エセックス伯の個人的な悪意によってロペス博士が反逆罪で告発された時、彼女はこの逮捕を怒り、無実であると信じていたにもかかわらず、処刑を止めることができなかった。
エリザベスが老い、結婚する可能性もなくなると、彼女のイメージは次第に変化していった。彼女はエドマンド・スペンサーの詩集『妖精の女王』ではベルフィービまたはアストライアーそしてアルマダの海戦以後は永遠に老いることのない女王グロリアーナとして描写されている。 彼女の肖像画は次第に写実的ではなくなり、実際の彼女よりも若く見えるより謎めいたイコンとして描かれるようになっていった。実際の彼女の肌は1562年に罹患した天然痘の痕が残り、髪は半ば禿げあがり、カツラと化粧に頼っていた。ウォルター・ローリー卿は彼女を「時間が驚かされた貴婦人」と呼んだ。しかしながら、彼女の美貌がより失せるとともに、廷臣たちはより一層、褒め称えるようになった。
エリザベスはこの役を演じることを楽しんだが、彼女の人生の最後の10年間に彼女は自らの演技を信じ込むようになり始めた可能性がある。彼女は魅力的な、だが無作法な若者であるエセックス伯ロバート・デヴァルーを溺愛して甘やかすようになり、彼は（女王が許す限り）傍若無人に振る舞った。エセックス伯が戦場で無能ぶりを晒し続けるにもかかわらず、彼女は彼を幾度も軍事的な地位につけている。1599年にエセックス伯がアイルランドの戦場から逃亡すると、エリザベスは彼を自宅軟禁に置き、翌年には彼の独占特許状を奪い取った。1601年2月にエセックス伯はロンドンで反乱を起こして女王の拘束を企てたが、彼を支持する者は僅かしかいなく反乱は失敗に終わり、彼は2月25日に斬首された。エリザベスは自らの判断の誤りが、この事態を招く一端になったと感じた。「彼女の喜びは闇に閉ざされ、しばしばエセックスのために嘆き悲しみ涙を流した」と1602年のある観察者は記録している。
エリザベスの治世の最後の数年間、彼女は議会により一層の特別補助金を要請するよりも、元手のかからない利益供与である独占特許状の授与に頼るようになった。このやり方はすぐに価格操作をもたらし、民衆の犠牲によって廷臣たちが潤うようになり、怨嗟が広まった。これは1601年議会での庶民院のアジテーションで頂点に達する。1601年11月30日の有名な「黄金演説」で、エリザベスは権利濫用を知らなかったと告白し、不法な独占特許状の撤廃の約束と彼女のいつもの情緒的なアピールで議員たちを味方に引き込んでいる。
この経済的、政治的に不安定な時代、イングランドにおいてこの上ない文学が開花した。新しい文学運動の最初の印はエリザベスの治世の30年目ごろの1578年に発表された、ジョン・リリーの『ユーフュイズム』 (Euphues) とエドマンド・スペンサーの『羊飼いの暦』である。1590年代、ウィリアム・シェイクスピアやクリストファー・マーロウといったイギリス文学の巨匠たちが円熟期に入っている。この時期と続くジャコビアン時代（ジェームズ1世治世）、英国演劇は最高潮に達した。エリザベス時代の概念は主にエリザベスの治世下で活躍した建築家、劇作家、詩人そして音楽家に依っている。女王は芸術家の主たるパトロンにはならなかったので、彼らが直接女王に恩を負うことはほとんどなかった。

### 崩御

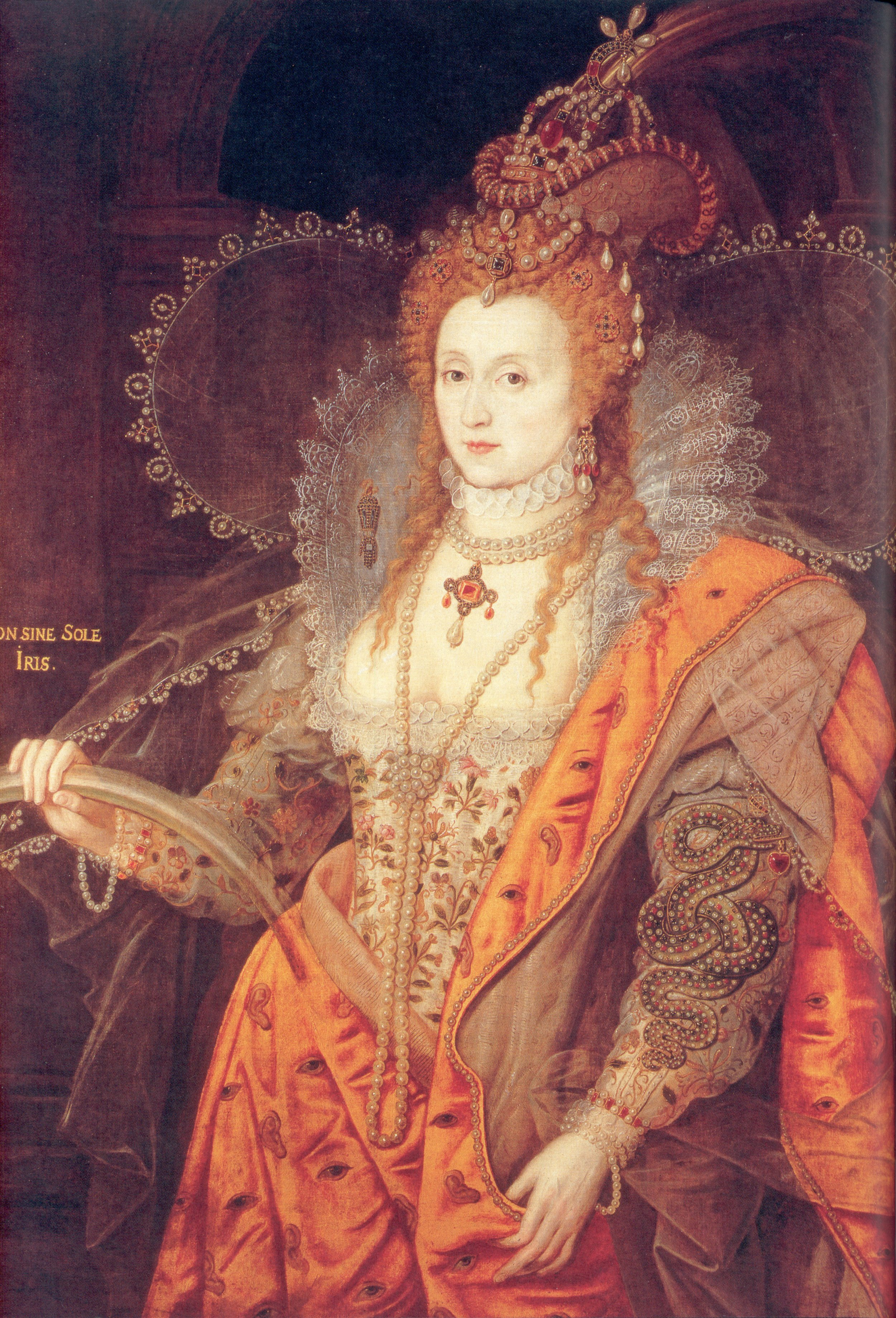
エリザベス1世。『虹の肖像』、1600年ころ。老いを知らない女王を寓意画的に表現している。

1598年8月4日にエリザベスの首席顧問官バーリー卿が死去した。彼の政治的責務は彼の息子ロバート・セシルに引き継がれ、彼はすぐに政府首班となった。彼に課せられた任務の一つが円滑な王位継承の準備であった。エリザベスが後継者の指名をしなかったため、セシルは秘密裏に進めざるをえなかった。それ故に彼は有力だが公認されていない王位継承権を持つスコットランド王ジェームズ6世との暗号を使った秘密交渉に入った。
1602年秋まで女王の健康状態は良好だったが、友人たちの死が続き、彼女は深刻な鬱病に陥った。1603年2月のノッティンガム伯爵夫人キャサリン・ハワードの死去はとりわけ衝撃となった。3月に彼女の健康状態が悪化し「座り込み、そして拭いがたい憂鬱」のままとなる。4日間座り続け、1603年3月24日午前2時か3時、エリザベスはリッチモンド宮殿で崩御した。69歳没。

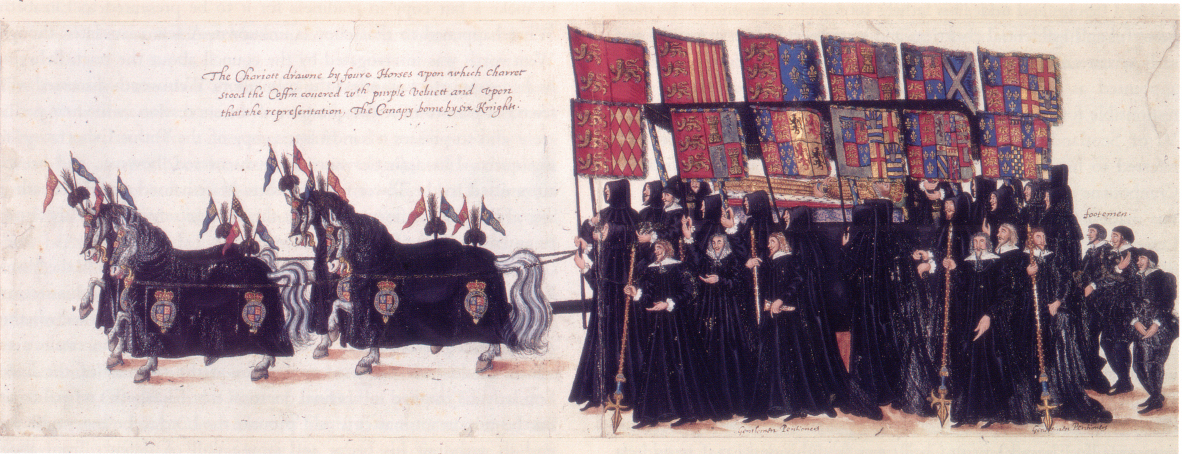
エリザベスの葬送行列。1603年、おそらくウィリアム・キャムデン画

数時間後、セシルと枢密院は彼らの計画を実行に移し、ジェームス6世をイングランド王であると宣言した。
エリザベスの棺は夜間に松明を灯した艀に乗せられて川を下りホワイトホール宮殿へ運ばれた。4月28日の葬儀では棺は4頭の馬に曳かれた霊柩車に乗せられてウェストミンスター寺院へ移され、埋葬された。墓は異母姉のメアリー1世と共有された。彼女たちの墓にはラテン語で 「Regno consortes & urna, hic obdormimus Elizabetha et Maria sorores, in spe resurrectionis」（王国と墓を共有したエリザベスとメアリー、二人の姉妹が復活の希望を抱いてここで眠る。）と刻まれている。
ジェームズ6世の他にも幾人かの王位継承権者がいたが、権力の移管は円滑に進められた。ジェームズ6世の王位継承はヘンリー8世の定めた第三継承法と彼の妹メアリー・テューダーの系統が優先されるという遺言を無視していた。これを調整するために議会は「1603年王位継承法」を可決した。議会が法令によって王位継承を統制できるか否かは17世紀を通じての議論となっている。

## 評価
エリザベスは哀悼されたが、多くの人々は彼女の死に安堵した。後を継いだジェームズ1世に対する期待は高く、当初、人々は1604年のスペインとの戦争の終結と減税によって報われている。1612年のロバート・セシルの死まで、政府は従来の政策を踏襲していた。だが、ジェームズ1世が国政を寵臣に委ねるようになると人気は衰え、そして1620年代に郷愁的なエリザベス崇拝が復活する。エリザベスはプロテスタント主義と黄金時代のヒロインとして賞賛された。エリザベスの治世の晩年に培った勝利者のイメージ（背景にあった派閥闘争や軍事的、経済的な苦境に反してだが）が額面通りに受け取られ、彼女の評判が膨れ上がった。グロスター主教ゴッドフリー・グッドマンは「スコットランド人の政府を経験すると、女王は復活するように思われた。その時は彼女の記憶がとても拡大していた。」と語っている。エリザベスの治世は国王、教会そして議会がバランスよく機能していた時代だったかのように理想化された。

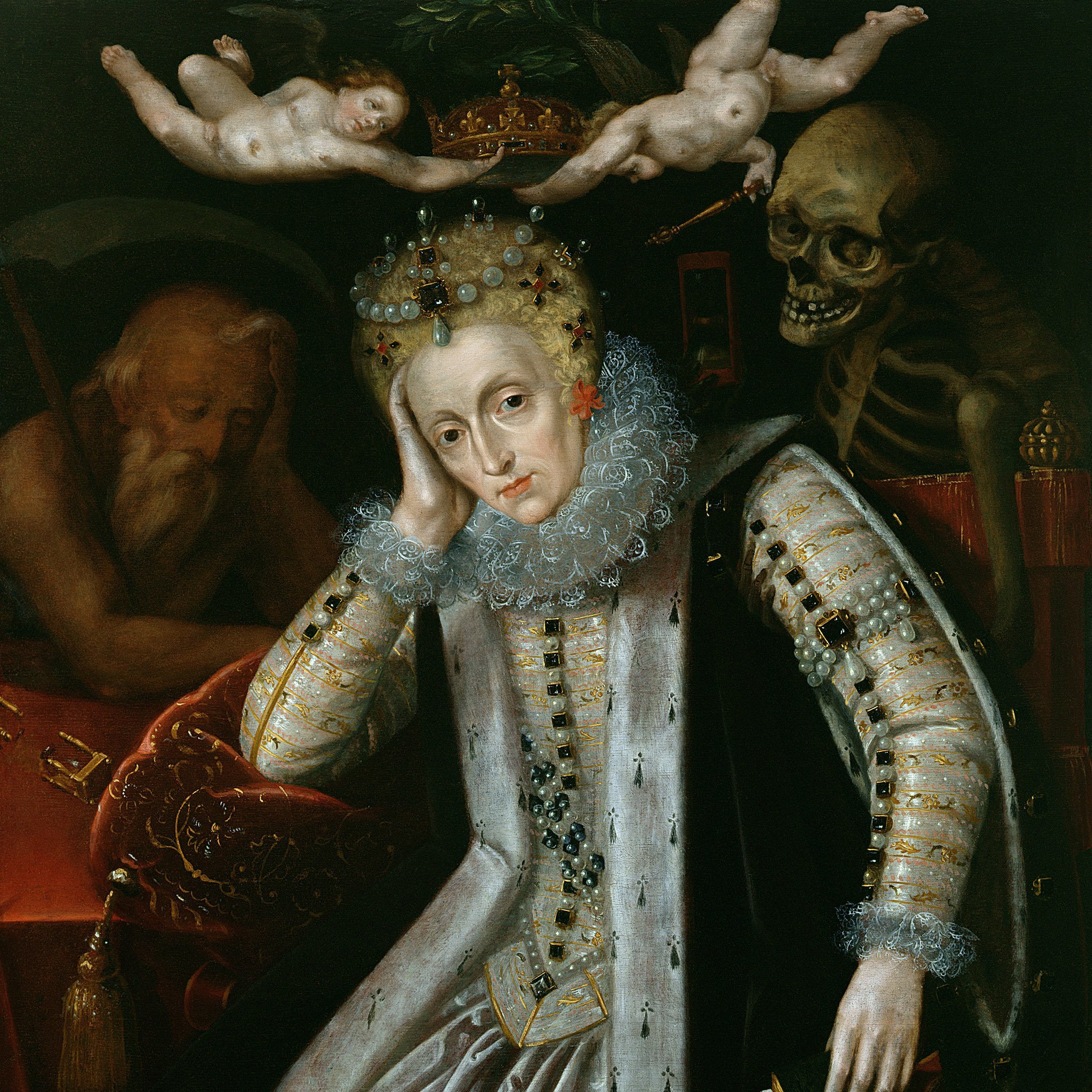
エリザベス1世。彼女の治世に対する関心が最初に復活した1620年ごろの作品。時間が彼女の右側で眠り、死が彼女の左肩越しから見ている。2人のプットが彼女の頭上の王冠を支えている。

17世紀初めにプロテスタントのエリザベス崇拝者たちによって描かれた彼女の肖像画は後世に残り、影響力をおよぼすことになった。彼女の記憶は、再び国土が侵略の縁に立たされたナポレオン戦争の時にも復活している。ヴィクトリア時代では、エリザベスの伝説は当時の帝国主義イデオロギーに適用され、そして20世紀中盤には、エリザベスは外国の脅威に対抗するロマンチックなシンボルとなった。J・E・ニールやA・L・ラウスといったこの時期の歴史家たちはエリザベスの治世を進歩の黄金時代と解釈した。ニールとラウスはエリザベス個人も理想化した。彼女は常に正しく、彼女の不愉快な特質は無視またはストレスの兆候として説明している。
エリザベスは国民意識を形づくるイングランド国教会を確立させ、今日も健在である。後に彼女をプロテスタントのヒロインとして称賛した者たちは、彼女がカトリック儀礼全てを排除することは拒否していることを見落としている。歴史家たちは、厳格なプロテスタントたちが礼拝統一法を妥協であると見なしていたと指摘する。事実、エリザベスは信仰は個人的なものであり、（フランシス・ベーコンが言うところの）「人間の精神と隠された思いに窓をつくる」ことを望んではいなかった。
エリザベスの治世はユグノーと結びついてイングランドの国際的な地位を高めた。教皇シクストゥス5世は「彼女は単なる女、島の半分の女主人に過ぎない」「にもかかわらず、彼女はスペイン、フランス、帝国、そして全ての者たちから恐れられる存在となった」と驚嘆している。エリザベスの下で、国民は新たな自信と（分裂したキリスト教世界  (en) での）独立意識を得た。エリザベスは、国王は民衆の同意によって統治すると認識した初めてのテューダー家の人物であった。それ故に彼女は、常に議会や真実を彼女に伝えると信頼しうる顧問たちとともに働いた。これはステュアート家の後継者たちが理解するのに失敗した統治様式である。一部の歴史家は、彼女を幸運であったと言う。彼女は神が彼女を加護していると信じていた。自らを「純粋なイングランド人である」と誇り、彼女は神と誠実な助言、そして統治の成功のための臣下たちの愛を信じていた。礼拝において、エリザベスは神に感謝を捧げてこう語っている。

## 年譜
※
- 1582年10月15日（グレゴリオ改暦日）以降における参考事項の日付のみグレゴリオ暦とした。残りの日付は、1月1日を年初とするユリウス暦である。
- 年齢は満年齢。

| 西暦   | 年 齢 | エリザベス1世 / イングランド関連事項 | 参考事項 |
| ------ | ----- | --- | --- |
| 1533年 | 0     | （9月7日）グリニッジ宮殿で出生。 （11月）ヘンリー8世、国王至上法を発布し、ローマ教皇と断絶。 | |
| 1535年 | 2     | （7月6日）トマス・モア処刑。 | |
| 1536年 | 3     | （5月19日）母アン・ブーリンが処刑される。 （5月30日）父・ヘンリー8世がジェーン・シーモアと結婚。 （7月）第一継承法により庶子となり、王位継承権を剥奪される。                                                | |
| 1537年 | 4     | （10月12日）弟エドワード出生。数日後に王妃ジェーン・シーモアが死去。 | |
| 1540年 | 7     | （1月6日）ヘンリー8世がアン・オブ・クレーヴズと結婚。 （7月9日）ヘンリー8世が王妃アン・オブ・クレーヴズを離婚。 （7月28日）ヘンリー8世がキャサリン・ハワードと結婚。                                        | （9月27日）ローマ教皇パウルス3世がイエズス会を認可。 |
| 1541年 | 8     | | ジャン・カルヴァンが教会規則を制定。ジュネーヴでの宗教改革に着手。 |
| 1542年 | 9     | （2月13日）王妃キャサリン・ハワードが姦通罪で処刑される。 | （12月8日）メアリー・ステュアート出生。生後6日でスコットランド王位を継承。 |
| 1543年 | 10    | （7月12日）ヘンリー8世がキャサリン・パーと結婚。 （7月）第三継承法により、王位継承権が復活。 | |
| 1544年 | 11    | （12月20日）王妃キャサリン・パーへ『罪深い魂の鏡』の英訳書を贈呈。 | |
| 1545年 | 12    | | （3月15日）トリエント公会議召集。 |
| 1547年 | 14    | （1月28日）ヘンリー8世死去。異母弟エドワード6世即位。 （5月ごろ）王太后キャサリン・パーが海軍卿トマス・シーモアと再婚。 （5月以降）トマス・シーモア夫妻に引き取られる。                                     | |
| 1548年 | 15    | （9月5日）キャサリン・パー死去。 | |
| 1549年 | 16    | （1 - 3月）トマス・シーモア事件。関与を疑われる。 | |
| 1553年 | 20    | （7月6日）エドワード6世死去。 （7月10日 - 19日）ジェーン・グレイが即位するが9日で廃位。異母姉メアリー1世即位。                                                                                              | |
| 1554年 | 21    | （1 - 2月）ワイアットの乱。 （3月18日）乱への関与を疑われロンドン塔に幽閉される。 （5月22日）ウッドストックへ移送軟禁される。 （7月10日）メアリー1世が神聖ローマ皇帝カール5世の皇子フェリペと結婚。         | |
| 1555年 | 22    | メアリー1世のプロテスタント迫害が始まる。 （5月）軟禁を解かれ、ハットフィールドハウスへ移る。 | （9月25日）ドイツでアウクスブルクの和議。 |
| 1556年 | 23    | | （1月16日）フェリペ2世、スペイン王に即位。 |
| 1558年 | 25    | （1月）大陸領土カレーがフランス軍に奪回される。 （11月17日）メアリー1世死去。王位を継承する。 | |
| 1559年 | 26    | （1月15日）ウェストミンスター寺院で戴冠式を挙行。 （5月）国王至上法再公布。 （6月）礼拝統一法再公布。 （12月）スコットランド出兵。                                                                          | （4月3日）カトー・カンブレジ条約、イタリア戦争終結。 （7月10日）フランス王アンリ2世死去。フランソワ2世即位。メアリー・ステュアートがフランス王妃となる。                                   |
| 1560年 | 27    | （7月5日）スコットランド、フランスとの和議を締結（エディンバラ条約）。 （9月8日）ロバート・ダドリーの夫人エイミー・ロブサート変死。                                                                         | （8月）フランス王フランソワ2世死去。シャルル9世即位。 |
| 1561年 | 28    | | （3月）フランスでユグノー戦争勃発。 （8月20日）スコットランド女王メアリー帰国。 |
| 1562年 | 29    | （10月）ユグノーとハンプトン・コート条約を結んでフランスへ派兵し、ル・アーヴルを占領。 | |
| 1563年 | 30    | 39箇条信仰告白を制定。 （7月28日）ル・アーヴルのイングランド軍降伏。 | |
| 1565年 | 32    | | （7月29日）スコットランド女王メアリー、ダーンリー卿と再婚。 |
| 1566年 | 33    | | （6月19日）スコットランド女王メアリーが王子ジェームズを出産。 |
| 1567年 | 34    | | （2月10日）ダーンリー卿が暗殺される。 （5月15日）スコットランド女王メアリーがボスウェル伯と再婚。 （6月）スコットランドで反乱が発生し、スコットランド女王メアリー退位。ジェームズ6世即位。 |
| 1568年 | 35    | （5月）イングランドに亡命したメアリー・ステュアートを幽閉。 | オランダ独立戦争（八十年戦争）勃発。 |
| 1569年 | 36    | （11月 - 1月）北部諸侯の乱。 | |
| 1570年 | 37    | （2月25日）教皇ピウス5世により破門される (レグナンス・イン・エクスケルシス)。 | |
| 1571年 | 38    | （2月25日）リドルフィ陰謀事件。 | （10月7日）レパントの海戦 |
| 1572年 | 39    | （6月2日）ノーフォーク公を処刑。 | （8月24日）サン・バルテルミの虐殺。 |
| 1574年 | 41    | | （5月30日）フランス王シャルル9世死去。アンリ3世即位。 |
| 1579年 | 46    | （8月）来英したフランス王の弟アンジュー公フランソワから求婚を受ける。 | |
| 1580年 | 47    | | （11月）スペイン王フェリペ2世がポルトガル王に即位。スペイン＝ポルトガル同君連合成立。 |
| 1581年 | 48    | | （7月26日）ネーデルラント北部諸州が独立宣言。 |
| 1583年 | 50    | （11月）スロックモートン陰謀事件。 | |
| 1585年 | 52    | （8月20日）オランダ人反乱軍とノンサッチ条約を締結し、オランダ独立戦争に介入。英西戦争開戦。 | |
| 1586年 | 53    | （8月）バビントン陰謀事件。メアリー・ステュアートの関与を示す証拠を摘発。 | |
| 1587年 | 54    | （2月8日）メアリー・ステュアート処刑。 | |
| 1588年 | 55    | （7月 - 8月）アルマダの海戦でスペイン無敵艦隊を撃退。 （9月4日）レスター伯ロバート・ダドリー死去。 | |
| 1589年 | 56    | アイルランドでティロン伯が反乱を起こす。（アイルランド九年戦争） （4月 - 6月）イングランド艦隊がポルトガルを攻撃するが失敗に終わる。（イングランドの無敵艦隊） （9月）アンリ4世支援のためにフランスへ派兵。 | （8月2日）フランス王アンリ3世が暗殺される（ヴァロワ朝断絶）。アンリ4世即位（ブルボン朝）。                                                                                                 |
| 1593年 | 60    | | （7月25日）フランス王アンリ4世がカトリックに改宗。 |
| 1596年 | 63    | （6月）イングランド艦隊がカディス港を襲撃。 | |
| 1598年 | 65    | （8月4日）バーリー卿ウィリアム・セシル死去。 | （4月13日）フランス王アンリ4世がナント勅令を発する。（ユグノー戦争終結） （9月13日）スペイン王フェリペ2世死去。                                                                            |
| 1600年 | 67    | （9月）アイルランド総督エセックス伯が反乱鎮圧に失敗して無断帰国。 （12月31日）イギリス東インド会社設立。 | |
| 1601年 | 68    | エリザベス救貧法を制定。 （2月）エセックス伯がロンドンで反乱を起こすが、失敗して処刑される。 （11月30日）議会で黄金演説を行う。                                                                             | |
| 1603年 | 69    | （3月24日）リッチモンド宮殿で死去。スコットランド王ジェームズ6世が王位を継承。（イングランド王ジェームズ1世）                                                                                               | |

### 称号
- 1533年9月7日-1536年7月: 王女エリザベス (The Princess Elizabeth)
- 1536年7月-1558年11月17日: レディ・エリザベス (The Lady Elizabeth)
- 1558年11月17日-1603年3月24日:女王陛下 (Her Majesty The Queen)

## 系図
|                                |                                |                                |                                |                                                    |                                                    |                                                    |                                                    |                                                    |                                                    |                                     |                                     |                                     |                                     |  |  |                                       |                                       |                                       |                                       |                                       |                                       |  |  |                                   |                                   |                                   |                                   |                                   |                                   |  |  |                                      |                                      |                                      |                                      |                                      |                                      |  |  |                                      |                                      |                                      |                                      |                                      |                                      |                                      |                                      |                            |                            |                            |                            |                            |                            |                      |                      |                      |                      |                    |                    |                                     |                                     |                                     |                                     | エドマンド・テューダー リッチモンド伯 | エドマンド・テューダー リッチモンド伯 | エドマンド・テューダー リッチモンド伯 | エドマンド・テューダー リッチモンド伯 | エドマンド・テューダー リッチモンド伯 | エドマンド・テューダー リッチモンド伯 |                    |                    | マーガレット・ボーフォート | マーガレット・ボーフォート | マーガレット・ボーフォート | マーガレット・ボーフォート | マーガレット・ボーフォート    | マーガレット・ボーフォート    |                               |                               | トマス・スタンリー ダービー伯 | トマス・スタンリー ダービー伯 | トマス・スタンリー ダービー伯 | トマス・スタンリー ダービー伯 | トマス・スタンリー ダービー伯       | トマス・スタンリー ダービー伯       |                                     |                                     |                                     |                                     |                  |                  |                  |                  |                  |                  |                  |                  |                  |                  |                                       |                                       |                                       |                                       |                                       |                                       |                                   |                                   |                                   |                                   |                    |                    |                                     |                                     |                                     |                                     |                                     |                                     |                  |                  |                      |                      |                      |                      |                                         |                                         |                                         |                                         |                                         |                                         |                                         |                                         |                                         |                                         |                                   |                                   |                                   |                                   |  |  |
|                                |                                |                                |                                |                                                    |                                                    |                                                    |                                                    |                                                    |                                                    |                                     |                                     |                                     |                                     |  |  |                                       |                                       |                                       |                                       |                                       |                                       |  |  |                                   |                                   |                                   |                                   |                                   |                                   |  |  |                                      |                                      |                                      |                                      |                                      |                                      |  |  |                                      |                                      |                                      |                                      |                                      |                                      |                                      |                                      |                            |                            |                            |                            |                            |                            |                      |                      |                      |                      |                    |                    |                                     |                                     |                                     |                                     | エドマンド・テューダー リッチモンド伯 | エドマンド・テューダー リッチモンド伯 | エドマンド・テューダー リッチモンド伯 | エドマンド・テューダー リッチモンド伯 | エドマンド・テューダー リッチモンド伯 | エドマンド・テューダー リッチモンド伯 |                    |                    | マーガレット・ボーフォート | マーガレット・ボーフォート | マーガレット・ボーフォート | マーガレット・ボーフォート | マーガレット・ボーフォート    | マーガレット・ボーフォート    |                               |                               | トマス・スタンリー ダービー伯 | トマス・スタンリー ダービー伯 | トマス・スタンリー ダービー伯 | トマス・スタンリー ダービー伯 | トマス・スタンリー ダービー伯       | トマス・スタンリー ダービー伯       |                                     |                                     |                                     |                                     |                  |                  |                  |                  |                  |                  |                  |                  |                  |                  |                                       |                                       |                                       |                                       |                                       |                                       |                                   |                                   |                                   |                                   |                    |                    |                                     |                                     |                                     |                                     |                                     |                                     |                  |                  |                      |                      |                      |                      |                                         |                                         |                                         |                                         |                                         |                                         |                                         |                                         |                                         |                                         |                                   |                                   |                                   |                                   |  |  |
|                                |                                |                                |                                |                                                    |                                                    |                                                    |                                                    |                                                    |                                                    |                                     |                                     |                                     |                                     |  |  |                                       |                                       |                                       |                                       |                                       |                                       |  |  |                                   |                                   |                                   |                                   |                                   |                                   |  |  |                                      |                                      |                                      |                                      |                                      |                                      |  |  |                                      |                                      |                                      |                                      |                                      |                                      |                                      |                                      |                            |                            |                            |                            |                            |                            |                      |                      |                      |                      |                    |                    |                                     |                                     |                                     |                                     |                                       |                                       |                                       |                                       |                                       |                                       |                    |                    |                            |                            |                            |                            |                               |                               |                               |                               |                               |                               |                               |                               |                                     |                                     |                                     |                                     |                                     |                                     |                  |                  |                  |                  |                  |                  |                  |                  |                  |                  |                                       |                                       |                                       |                                       |                                       |                                       |                                   |                                   |                                   |                                   |                    |                    |                                     |                                     |                                     |                                     |                                     |                                     |                  |                  |                      |                      |                      |                      |                                         |                                         |                                         |                                         |                                         |                                         |                                         |                                         |                                         |                                         |                                   |                                   |                                   |                                   |  |  |
|                                |                                |                                |                                |                                                    |                                                    |                                                    |                                                    |                                                    |                                                    |                                     |                                     |                                     |                                     |  |  |                                       |                                       |                                       |                                       |                                       |                                       |  |  |                                   |                                   |                                   |                                   |                                   |                                   |  |  |                                      |                                      |                                      |                                      |                                      |                                      |  |  |                                      |                                      |                                      |                                      |                                      |                                      |                                      |                                      |                            |                            |                            |                            |                            |                            |                      |                      |                      |                      |                    |                    |                                     |                                     |                                     |                                     |                                       |                                       |                                       |                                       |                                       |                                       |                    |                    |                            |                            |                            |                            |                               |                               |                               |                               |                               |                               |                               |                               |                                     |                                     |                                     |                                     |                                     |                                     |                  |                  |                  |                  |                  |                  |                  |                  |                  |                  |                                       |                                       |                                       |                                       |                                       |                                       |                                   |                                   |                                   |                                   |                    |                    |                                     |                                     |                                     |                                     |                                     |                                     |                  |                  |                      |                      |                      |                      |                                         |                                         |                                         |                                         |                                         |                                         |                                         |                                         |                                         |                                         |                                   |                                   |                                   |                                   |  |  |
|                                |                                |                                |                                |                                                    |                                                    |                                                    |                                                    |                                                    |                                                    |                                     |                                     |                                     |                                     |  |  |                                       |                                       |                                       |                                       |                                       |                                       |  |  |                                   |                                   |                                   |                                   |                                   |                                   |  |  |                                      |                                      |                                      |                                      |                                      |                                      |  |  |                                      |                                      |                                      |                                      |                                      |                                      |                                      |                                      |                            |                            |                            |                            |                            |                            |                      |                      |                      |                      |                    |                    |                                     |                                     |                                     |                                     |                                       |                                       |                                       |                                       | ヘンリー7世                           | ヘンリー7世                           | ヘンリー7世        | ヘンリー7世        | ヘンリー7世                | ヘンリー7世                |                            |                            | エリザベス・オブ・ヨーク      | エリザベス・オブ・ヨーク      | エリザベス・オブ・ヨーク      | エリザベス・オブ・ヨーク      | エリザベス・オブ・ヨーク      | エリザベス・オブ・ヨーク      |                               |                               |                                     |                                     |                                     |                                     |                                     |                                     |                  |                  |                  |                  |                  |                  |                  |                  |                  |                  |                                       |                                       |                                       |                                       |                                       |                                       |                                   |                                   |                                   |                                   |                    |                    |                                     |                                     |                                     |                                     |                                     |                                     |                  |                  |                      |                      |                      |                      |                                         |                                         |                                         |                                         |                                         |                                         |                                         |                                         |                                         |                                         |                                   |                                   |                                   |                                   |  |  |
|                                |                                |                                |                                |                                                    |                                                    |                                                    |                                                    |                                                    |                                                    |                                     |                                     |                                     |                                     |  |  |                                       |                                       |                                       |                                       |                                       |                                       |  |  |                                   |                                   |                                   |                                   |                                   |                                   |  |  |                                      |                                      |                                      |                                      |                                      |                                      |  |  |                                      |                                      |                                      |                                      |                                      |                                      |                                      |                                      |                            |                            |                            |                            |                            |                            |                      |                      |                      |                      |                    |                    |                                     |                                     |                                     |                                     |                                       |                                       |                                       |                                       | ヘンリー7世                           | ヘンリー7世                           | ヘンリー7世        | ヘンリー7世        | ヘンリー7世                | ヘンリー7世                |                            |                            | エリザベス・オブ・ヨーク      | エリザベス・オブ・ヨーク      | エリザベス・オブ・ヨーク      | エリザベス・オブ・ヨーク      | エリザベス・オブ・ヨーク      | エリザベス・オブ・ヨーク      |                               |                               |                                     |                                     |                                     |                                     |                                     |                                     |                  |                  |                  |                  |                  |                  |                  |                  |                  |                  |                                       |                                       |                                       |                                       |                                       |                                       |                                   |                                   |                                   |                                   |                    |                    |                                     |                                     |                                     |                                     |                                     |                                     |                  |                  |                      |                      |                      |                      |                                         |                                         |                                         |                                         |                                         |                                         |                                         |                                         |                                         |                                         |                                   |                                   |                                   |                                   |  |  |
|                                |                                |                                |                                |                                                    |                                                    |                                                    |                                                    |                                                    |                                                    |                                     |                                     |                                     |                                     |  |  |                                       |                                       |                                       |                                       |                                       |                                       |  |  |                                   |                                   |                                   |                                   |                                   |                                   |  |  |                                      |                                      |                                      |                                      |                                      |                                      |  |  |                                      |                                      |                                      |                                      |                                      |                                      |                                      |                                      |                            |                            |                            |                            |                            |                            |                      |                      |                      |                      |                    |                    |                                     |                                     |                                     |                                     |                                       |                                       |                                       |                                       |                                       |                                       |                    |                    |                            |                            |                            |                            |                               |                               |                               |                               |                               |                               |                               |                               |                                     |                                     |                                     |                                     |                                     |                                     |                  |                  |                  |                  |                  |                  |                  |                  |                  |                  |                                       |                                       |                                       |                                       |                                       |                                       |                                   |                                   |                                   |                                   |                    |                    |                                     |                                     |                                     |                                     |                                     |                                     |                  |                  |                      |                      |                      |                      |                                         |                                         |                                         |                                         |                                         |                                         |                                         |                                         |                                         |                                         |                                   |                                   |                                   |                                   |  |  |
|                                |                                |                                |                                |                                                    |                                                    |                                                    |                                                    |                                                    |                                                    |                                     |                                     |                                     |                                     |  |  |                                       |                                       |                                       |                                       |                                       |                                       |  |  |                                   |                                   |                                   |                                   |                                   |                                   |  |  |                                      |                                      |                                      |                                      |                                      |                                      |  |  |                                      |                                      |                                      |                                      |                                      |                                      |                                      |                                      |                            |                            |                            |                            |                            |                            |                      |                      |                      |                      |                    |                    |                                     |                                     |                                     |                                     |                                       |                                       |                                       |                                       |                                       |                                       |                    |                    |                            |                            |                            |                            |                               |                               |                               |                               |                               |                               |                               |                               |                                     |                                     |                                     |                                     |                                     |                                     |                  |                  |                  |                  |                  |                  |                  |                  |                  |                  |                                       |                                       |                                       |                                       |                                       |                                       |                                   |                                   |                                   |                                   |                    |                    |                                     |                                     |                                     |                                     |                                     |                                     |                  |                  |                      |                      |                      |                      |                                         |                                         |                                         |                                         |                                         |                                         |                                         |                                         |                                         |                                         |                                   |                                   |                                   |                                   |  |  |
|                                |                                |                                |                                |                                                    |                                                    |                                                    |                                                    |                                                    |                                                    |                                     |                                     |                                     |                                     |  |  |                                       |                                       |                                       |                                       |                                       |                                       |  |  |                                   |                                   |                                   |                                   |                                   |                                   |  |  |                                      |                                      |                                      |                                      |                                      |                                      |  |  |                                      |                                      |                                      |                                      |                                      |                                      |                                      |                                      |                            |                            |                            |                            |                            |                            |                      |                      |                      |                      |                    |                    |                                     |                                     |                                     |                                     |                                       |                                       |                                       |                                       |                                       |                                       |                    |                    |                            |                            |                            |                            |                               |                               |                               |                               |                               |                               |                               |                               |                                     |                                     |                                     |                                     |                                     |                                     |                  |                  |                  |                  |                  |                  |                  |                  |                  |                  |                                       |                                       |                                       |                                       |                                       |                                       |                                   |                                   |                                   |                                   |                    |                    |                                     |                                     |                                     |                                     |                                     |                                     |                  |                  |                      |                      |                      |                      |                                         |                                         |                                         |                                         |                                         |                                         |                                         |                                         |                                         |                                         |                                   |                                   |                                   |                                   |  |  |
|                                |                                |                                |                                |                                                    |                                                    |                                                    |                                                    |                                                    |                                                    |                                     |                                     |                                     |                                     |  |  |                                       |                                       |                                       |                                       |                                       |                                       |  |  |                                   |                                   |                                   |                                   |                                   |                                   |  |  |                                      |                                      |                                      |                                      |                                      |                                      |  |  |                                      |                                      |                                      |                                      |                                      |                                      |                                      |                                      |                            |                            |                            |                            |                            |                            |                      |                      |                      |                      |                    |                    |                                     |                                     |                                     |                                     |                                       |                                       |                                       |                                       |                                       |                                       |                    |                    |                            |                            |                            |                            |                               |                               |                               |                               |                               |                               |                               |                               |                                     |                                     |                                     |                                     |                                     |                                     |                  |                  |                  |                  |                  |                  |                  |                  |                  |                  |                                       |                                       |                                       |                                       |                                       |                                       |                                   |                                   |                                   |                                   |                    |                    |                                     |                                     |                                     |                                     |                                     |                                     |                  |                  |                      |                      |                      |                      |                                         |                                         |                                         |                                         |                                         |                                         |                                         |                                         |                                         |                                         |                                   |                                   |                                   |                                   |  |  |
| ジェームズ4世 スコットランド王 | ジェームズ4世 スコットランド王 | ジェームズ4世 スコットランド王 | ジェームズ4世 スコットランド王 | ジェームズ4世 スコットランド王                     | ジェームズ4世 スコットランド王                     |                                                    |                                                    | マーガレット・テューダー                           | マーガレット・テューダー                           | マーガレット・テューダー            | マーガレット・テューダー            | マーガレット・テューダー            | マーガレット・テューダー            |  |  | アーチボルド・ダグラス アンガス伯     | アーチボルド・ダグラス アンガス伯     | アーチボルド・ダグラス アンガス伯     | アーチボルド・ダグラス アンガス伯     | アーチボルド・ダグラス アンガス伯     | アーチボルド・ダグラス アンガス伯     |  |  | アーサー・テューダー ウェールズ公 | アーサー・テューダー ウェールズ公 | アーサー・テューダー ウェールズ公 | アーサー・テューダー ウェールズ公 | アーサー・テューダー ウェールズ公 | アーサー・テューダー ウェールズ公 |  |  | フアナ カスティーリャ女王            | フアナ カスティーリャ女王            | フアナ カスティーリャ女王            | フアナ カスティーリャ女王            | フアナ カスティーリャ女王            | フアナ カスティーリャ女王            |  |  | マリア・デ・アラゴン ポルトガル王妃  | マリア・デ・アラゴン ポルトガル王妃  | マリア・デ・アラゴン ポルトガル王妃  | マリア・デ・アラゴン ポルトガル王妃  | マリア・デ・アラゴン ポルトガル王妃  | マリア・デ・アラゴン ポルトガル王妃  |                                      |                                      | キャサリン・オブ・アラゴン | キャサリン・オブ・アラゴン | キャサリン・オブ・アラゴン | キャサリン・オブ・アラゴン | キャサリン・オブ・アラゴン | キャサリン・オブ・アラゴン |                      |                      | メアリー・ブーリン   | メアリー・ブーリン   | メアリー・ブーリン | メアリー・ブーリン | メアリー・ブーリン                  | メアリー・ブーリン                  |                                     |                                     | アン・ブーリン                        | アン・ブーリン                        | アン・ブーリン                        | アン・ブーリン                        | アン・ブーリン                        | アン・ブーリン                        |                    |                    | ヘンリー8世                | ヘンリー8世                | ヘンリー8世                | ヘンリー8世                | ヘンリー8世                   | ヘンリー8世                   |                               |                               | ジェーン・シーモア            | ジェーン・シーモア            | ジェーン・シーモア            | ジェーン・シーモア            | ジェーン・シーモア                  | ジェーン・シーモア                  |                                     |                                     | キャサリン・パー                    | キャサリン・パー                    | キャサリン・パー | キャサリン・パー | キャサリン・パー | キャサリン・パー |                  |                  | トマス・シーモア | トマス・シーモア | トマス・シーモア | トマス・シーモア | トマス・シーモア                      | トマス・シーモア                      |                                       |                                       | エドワード・シーモア サマセット公     | エドワード・シーモア サマセット公     | エドワード・シーモア サマセット公 | エドワード・シーモア サマセット公 | エドワード・シーモア サマセット公 | エドワード・シーモア サマセット公 |                    |                    | チャールズ・ブランドン サフォーク公 | チャールズ・ブランドン サフォーク公 | チャールズ・ブランドン サフォーク公 | チャールズ・ブランドン サフォーク公 | チャールズ・ブランドン サフォーク公 | チャールズ・ブランドン サフォーク公 |                  |                  | メアリー・テューダー | メアリー・テューダー | メアリー・テューダー | メアリー・テューダー | メアリー・テューダー                    | メアリー・テューダー                    |                                         |                                         | ルイ12世 フランス王                     | ルイ12世 フランス王                     | ルイ12世 フランス王                     | ルイ12世 フランス王                     | ルイ12世 フランス王                     | ルイ12世 フランス王                     |                                   |                                   |                                   |                                   |  |  |
| ジェームズ4世 スコットランド王 | ジェームズ4世 スコットランド王 | ジェームズ4世 スコットランド王 | ジェームズ4世 スコットランド王 | ジェームズ4世 スコットランド王                     | ジェームズ4世 スコットランド王                     |                                                    |                                                    | マーガレット・テューダー                           | マーガレット・テューダー                           | マーガレット・テューダー            | マーガレット・テューダー            | マーガレット・テューダー            | マーガレット・テューダー            |  |  | アーチボルド・ダグラス アンガス伯     | アーチボルド・ダグラス アンガス伯     | アーチボルド・ダグラス アンガス伯     | アーチボルド・ダグラス アンガス伯     | アーチボルド・ダグラス アンガス伯     | アーチボルド・ダグラス アンガス伯     |  |  | アーサー・テューダー ウェールズ公 | アーサー・テューダー ウェールズ公 | アーサー・テューダー ウェールズ公 | アーサー・テューダー ウェールズ公 | アーサー・テューダー ウェールズ公 | アーサー・テューダー ウェールズ公 |  |  | フアナ カスティーリャ女王            | フアナ カスティーリャ女王            | フアナ カスティーリャ女王            | フアナ カスティーリャ女王            | フアナ カスティーリャ女王            | フアナ カスティーリャ女王            |  |  | マリア・デ・アラゴン ポルトガル王妃  | マリア・デ・アラゴン ポルトガル王妃  | マリア・デ・アラゴン ポルトガル王妃  | マリア・デ・アラゴン ポルトガル王妃  | マリア・デ・アラゴン ポルトガル王妃  | マリア・デ・アラゴン ポルトガル王妃  |                                      |                                      | キャサリン・オブ・アラゴン | キャサリン・オブ・アラゴン | キャサリン・オブ・アラゴン | キャサリン・オブ・アラゴン | キャサリン・オブ・アラゴン | キャサリン・オブ・アラゴン |                      |                      | メアリー・ブーリン   | メアリー・ブーリン   | メアリー・ブーリン | メアリー・ブーリン | メアリー・ブーリン                  | メアリー・ブーリン                  |                                     |                                     | アン・ブーリン                        | アン・ブーリン                        | アン・ブーリン                        | アン・ブーリン                        | アン・ブーリン                        | アン・ブーリン                        |                    |                    | ヘンリー8世                | ヘンリー8世                | ヘンリー8世                | ヘンリー8世                | ヘンリー8世                   | ヘンリー8世                   |                               |                               | ジェーン・シーモア            | ジェーン・シーモア            | ジェーン・シーモア            | ジェーン・シーモア            | ジェーン・シーモア                  | ジェーン・シーモア                  |                                     |                                     | キャサリン・パー                    | キャサリン・パー                    | キャサリン・パー | キャサリン・パー | キャサリン・パー | キャサリン・パー |                  |                  | トマス・シーモア | トマス・シーモア | トマス・シーモア | トマス・シーモア | トマス・シーモア                      | トマス・シーモア                      |                                       |                                       | エドワード・シーモア サマセット公     | エドワード・シーモア サマセット公     | エドワード・シーモア サマセット公 | エドワード・シーモア サマセット公 | エドワード・シーモア サマセット公 | エドワード・シーモア サマセット公 |                    |                    | チャールズ・ブランドン サフォーク公 | チャールズ・ブランドン サフォーク公 | チャールズ・ブランドン サフォーク公 | チャールズ・ブランドン サフォーク公 | チャールズ・ブランドン サフォーク公 | チャールズ・ブランドン サフォーク公 |                  |                  | メアリー・テューダー | メアリー・テューダー | メアリー・テューダー | メアリー・テューダー | メアリー・テューダー                    | メアリー・テューダー                    |                                         |                                         | ルイ12世 フランス王                     | ルイ12世 フランス王                     | ルイ12世 フランス王                     | ルイ12世 フランス王                     | ルイ12世 フランス王                     | ルイ12世 フランス王                     |                                   |                                   |                                   |                                   |  |  |
|                                |                                |                                |                                |                                                    |                                                    |                                                    |                                                    |                                                    |                                                    |                                     |                                     |                                     |                                     |  |  |                                       |                                       |                                       |                                       |                                       |                                       |  |  |                                   |                                   |                                   |                                   |                                   |                                   |  |  |                                      |                                      |                                      |                                      |                                      |                                      |  |  |                                      |                                      |                                      |                                      |                                      |                                      |                                      |                                      |                            |                            |                            |                            |                            |                            |                      |                      |                      |                      |                    |                    |                                     |                                     |                                     |                                     |                                       |                                       |                                       |                                       |                                       |                                       |                    |                    |                            |                            |                            |                            |                               |                               |                               |                               |                               |                               |                               |                               |                                     |                                     |                                     |                                     |                                     |                                     |                  |                  |                  |                  |                  |                  |                  |                  |                  |                  |                                       |                                       |                                       |                                       |                                       |                                       |                                   |                                   |                                   |                                   |                    |                    |                                     |                                     |                                     |                                     |                                     |                                     |                  |                  |                      |                      |                      |                      |                                         |                                         |                                         |                                         |                                         |                                         |                                         |                                         |                                         |                                         |                                   |                                   |                                   |                                   |  |  |
|                                |                                |                                |                                |                                                    |                                                    |                                                    |                                                    |                                                    |                                                    |                                     |                                     |                                     |                                     |  |  |                                       |                                       |                                       |                                       |                                       |                                       |  |  |                                   |                                   |                                   |                                   |                                   |                                   |  |  |                                      |                                      |                                      |                                      |                                      |                                      |  |  |                                      |                                      |                                      |                                      |                                      |                                      |                                      |                                      |                            |                            |                            |                            |                            |                            |                      |                      |                      |                      |                    |                    |                                     |                                     |                                     |                                     |                                       |                                       |                                       |                                       |                                       |                                       |                    |                    |                            |                            |                            |                            |                               |                               |                               |                               |                               |                               |                               |                               |                                     |                                     |                                     |                                     |                                     |                                     |                  |                  |                  |                  |                  |                  |                  |                  |                  |                  |                                       |                                       |                                       |                                       |                                       |                                       |                                   |                                   |                                   |                                   |                    |                    |                                     |                                     |                                     |                                     |                                     |                                     |                  |                  |                      |                      |                      |                      |                                         |                                         |                                         |                                         |                                         |                                         |                                         |                                         |                                         |                                         |                                   |                                   |                                   |                                   |  |  |
|                                |                                |                                |                                |                                                    |                                                    |                                                    |                                                    |                                                    |                                                    |                                     |                                     |                                     |                                     |  |  |                                       |                                       |                                       |                                       |                                       |                                       |  |  |                                   |                                   |                                   |                                   |                                   |                                   |  |  |                                      |                                      |                                      |                                      |                                      |                                      |  |  |                                      |                                      |                                      |                                      |                                      |                                      |                                      |                                      |                            |                            |                            |                            |                            |                            |                      |                      |                      |                      |                    |                    |                                     |                                     |                                     |                                     |                                       |                                       |                                       |                                       |                                       |                                       |                    |                    |                            |                            |                            |                            |                               |                               |                               |                               |                               |                               |                               |                               |                                     |                                     |                                     |                                     |                                     |                                     |                  |                  |                  |                  |                  |                  |                  |                  |                  |                  |                                       |                                       |                                       |                                       |                                       |                                       |                                   |                                   |                                   |                                   |                    |                    |                                     |                                     |                                     |                                     |                                     |                                     |                  |                  |                      |                      |                      |                      |                                         |                                         |                                         |                                         |                                         |                                         |                                         |                                         |                                         |                                         |                                   |                                   |                                   |                                   |  |  |
|                                |                                |                                |                                |                                                    |                                                    |                                                    |                                                    |                                                    |                                                    |                                     |                                     |                                     |                                     |  |  |                                       |                                       |                                       |                                       |                                       |                                       |  |  |                                   |                                   |                                   |                                   |                                   |                                   |  |  |                                      |                                      |                                      |                                      |                                      |                                      |  |  |                                      |                                      |                                      |                                      |                                      |                                      |                                      |                                      |                            |                            |                            |                            |                            |                            |                      |                      |                      |                      |                    |                    |                                     |                                     |                                     |                                     |                                       |                                       |                                       |                                       |                                       |                                       |                    |                    |                            |                            |                            |                            |                               |                               |                               |                               |                               |                               |                               |                               |                                     |                                     |                                     |                                     |                                     |                                     |                  |                  |                  |                  |                  |                  |                  |                  |                  |                  |                                       |                                       |                                       |                                       |                                       |                                       |                                   |                                   |                                   |                                   |                    |                    |                                     |                                     |                                     |                                     |                                     |                                     |                  |                  |                      |                      |                      |                      |                                         |                                         |                                         |                                         |                                         |                                         |                                         |                                         |                                         |                                         |                                   |                                   |                                   |                                   |  |  |
| ジェームズ5世 スコットランド王 | ジェームズ5世 スコットランド王 | ジェームズ5世 スコットランド王 | ジェームズ5世 スコットランド王 | ジェームズ5世 スコットランド王                     | ジェームズ5世 スコットランド王                     |                                                    |                                                    | マシュー・ステュアート レノックス伯                | マシュー・ステュアート レノックス伯                | マシュー・ステュアート レノックス伯 | マシュー・ステュアート レノックス伯 | マシュー・ステュアート レノックス伯 | マシュー・ステュアート レノックス伯 |  |  | マーガレット・ダグラス                | マーガレット・ダグラス                | マーガレット・ダグラス                | マーガレット・ダグラス                | マーガレット・ダグラス                | マーガレット・ダグラス                |  |  |                                   |                                   |                                   |                                   |                                   |                                   |  |  | カール5世 スペイン王・神聖ローマ皇帝 | カール5世 スペイン王・神聖ローマ皇帝 | カール5世 スペイン王・神聖ローマ皇帝 | カール5世 スペイン王・神聖ローマ皇帝 | カール5世 スペイン王・神聖ローマ皇帝 | カール5世 スペイン王・神聖ローマ皇帝 |  |  | イサベル・デ・ポルトゥガル           | イサベル・デ・ポルトゥガル           | イサベル・デ・ポルトゥガル           | イサベル・デ・ポルトゥガル           | イサベル・デ・ポルトゥガル           | イサベル・デ・ポルトゥガル           |                                      |                                      |                            |                            |                            |                            | キャサリン・キャリー       | キャサリン・キャリー       | キャサリン・キャリー | キャサリン・キャリー | キャサリン・キャリー | キャサリン・キャリー |                    |                    | メアリー1世                         | メアリー1世                         | メアリー1世                         | メアリー1世                         | メアリー1世                           | メアリー1世                           |                                       |                                       | エリザベス1世                         | エリザベス1世                         | エリザベス1世      | エリザベス1世      | エリザベス1世              | エリザベス1世              |                            |                            | エドワード6世                 | エドワード6世                 | エドワード6世                 | エドワード6世                 | エドワード6世                 | エドワード6世                 |                               |                               | ジョン・ダドリー ノーサンバランド公 | ジョン・ダドリー ノーサンバランド公 | ジョン・ダドリー ノーサンバランド公 | ジョン・ダドリー ノーサンバランド公 | ジョン・ダドリー ノーサンバランド公 | ジョン・ダドリー ノーサンバランド公 |                  |                  |                  |                  |                  |                  |                  |                  |                  |                  |                                       |                                       |                                       |                                       | ヘンリー・グレイ サフォーク公         | ヘンリー・グレイ サフォーク公         | ヘンリー・グレイ サフォーク公     | ヘンリー・グレイ サフォーク公     | ヘンリー・グレイ サフォーク公     | ヘンリー・グレイ サフォーク公     |                    |                    | フランセス・ブランドン              | フランセス・ブランドン              | フランセス・ブランドン              | フランセス・ブランドン              | フランセス・ブランドン              | フランセス・ブランドン              |                  |                  | エレノア・ブランドン | エレノア・ブランドン | エレノア・ブランドン | エレノア・ブランドン | エレノア・ブランドン                    | エレノア・ブランドン                    |                                         |                                         | ヘンリー・クリフォード カンバーランド伯 | ヘンリー・クリフォード カンバーランド伯 | ヘンリー・クリフォード カンバーランド伯 | ヘンリー・クリフォード カンバーランド伯 | ヘンリー・クリフォード カンバーランド伯 | ヘンリー・クリフォード カンバーランド伯 |                                   |                                   |                                   |                                   |  |  |
| ジェームズ5世 スコットランド王 | ジェームズ5世 スコットランド王 | ジェームズ5世 スコットランド王 | ジェームズ5世 スコットランド王 | ジェームズ5世 スコットランド王                     | ジェームズ5世 スコットランド王                     |                                                    |                                                    | マシュー・ステュアート レノックス伯                | マシュー・ステュアート レノックス伯                | マシュー・ステュアート レノックス伯 | マシュー・ステュアート レノックス伯 | マシュー・ステュアート レノックス伯 | マシュー・ステュアート レノックス伯 |  |  | マーガレット・ダグラス                | マーガレット・ダグラス                | マーガレット・ダグラス                | マーガレット・ダグラス                | マーガレット・ダグラス                | マーガレット・ダグラス                |  |  |                                   |                                   |                                   |                                   |                                   |                                   |  |  | カール5世 スペイン王・神聖ローマ皇帝 | カール5世 スペイン王・神聖ローマ皇帝 | カール5世 スペイン王・神聖ローマ皇帝 | カール5世 スペイン王・神聖ローマ皇帝 | カール5世 スペイン王・神聖ローマ皇帝 | カール5世 スペイン王・神聖ローマ皇帝 |  |  | イサベル・デ・ポルトゥガル           | イサベル・デ・ポルトゥガル           | イサベル・デ・ポルトゥガル           | イサベル・デ・ポルトゥガル           | イサベル・デ・ポルトゥガル           | イサベル・デ・ポルトゥガル           |                                      |                                      |                            |                            |                            |                            | キャサリン・キャリー       | キャサリン・キャリー       | キャサリン・キャリー | キャサリン・キャリー | キャサリン・キャリー | キャサリン・キャリー |                    |                    | メアリー1世                         | メアリー1世                         | メアリー1世                         | メアリー1世                         | メアリー1世                           | メアリー1世                           |                                       |                                       | エリザベス1世                         | エリザベス1世                         | エリザベス1世      | エリザベス1世      | エリザベス1世              | エリザベス1世              |                            |                            | エドワード6世                 | エドワード6世                 | エドワード6世                 | エドワード6世                 | エドワード6世                 | エドワード6世                 |                               |                               | ジョン・ダドリー ノーサンバランド公 | ジョン・ダドリー ノーサンバランド公 | ジョン・ダドリー ノーサンバランド公 | ジョン・ダドリー ノーサンバランド公 | ジョン・ダドリー ノーサンバランド公 | ジョン・ダドリー ノーサンバランド公 |                  |                  |                  |                  |                  |                  |                  |                  |                  |                  |                                       |                                       |                                       |                                       | ヘンリー・グレイ サフォーク公         | ヘンリー・グレイ サフォーク公         | ヘンリー・グレイ サフォーク公     | ヘンリー・グレイ サフォーク公     | ヘンリー・グレイ サフォーク公     | ヘンリー・グレイ サフォーク公     |                    |                    | フランセス・ブランドン              | フランセス・ブランドン              | フランセス・ブランドン              | フランセス・ブランドン              | フランセス・ブランドン              | フランセス・ブランドン              |                  |                  | エレノア・ブランドン | エレノア・ブランドン | エレノア・ブランドン | エレノア・ブランドン | エレノア・ブランドン                    | エレノア・ブランドン                    |                                         |                                         | ヘンリー・クリフォード カンバーランド伯 | ヘンリー・クリフォード カンバーランド伯 | ヘンリー・クリフォード カンバーランド伯 | ヘンリー・クリフォード カンバーランド伯 | ヘンリー・クリフォード カンバーランド伯 | ヘンリー・クリフォード カンバーランド伯 |                                   |                                   |                                   |                                   |  |  |
|                                |                                |                                |                                |                                                    |                                                    |                                                    |                                                    |                                                    |                                                    |                                     |                                     |                                     |                                     |  |  |                                       |                                       |                                       |                                       |                                       |                                       |  |  |                                   |                                   |                                   |                                   |                                   |                                   |  |  |                                      |                                      |                                      |                                      |                                      |                                      |  |  |                                      |                                      |                                      |                                      |                                      |                                      |                                      |                                      |                            |                            |                            |                            |                            |                            |                      |                      |                      |                      |                    |                    |                                     |                                     |                                     |                                     |                                       |                                       |                                       |                                       |                                       |                                       |                    |                    |                            |                            |                            |                            |                               |                               |                               |                               |                               |                               |                               |                               |                                     |                                     |                                     |                                     |                                     |                                     |                  |                  |                  |                  |                  |                  |                  |                  |                  |                  |                                       |                                       |                                       |                                       |                                       |                                       |                                   |                                   |                                   |                                   |                    |                    |                                     |                                     |                                     |                                     |                                     |                                     |                  |                  |                      |                      |                      |                      |                                         |                                         |                                         |                                         |                                         |                                         |                                         |                                         |                                         |                                         |                                   |                                   |                                   |                                   |  |  |
|                                |                                |                                |                                |                                                    |                                                    |                                                    |                                                    |                                                    |                                                    |                                     |                                     |                                     |                                     |  |  |                                       |                                       |                                       |                                       |                                       |                                       |  |  |                                   |                                   |                                   |                                   |                                   |                                   |  |  |                                      |                                      |                                      |                                      |                                      |                                      |  |  |                                      |                                      |                                      |                                      |                                      |                                      |                                      |                                      |                            |                            |                            |                            |                            |                            |                      |                      |                      |                      |                    |                    |                                     |                                     |                                     |                                     |                                       |                                       |                                       |                                       |                                       |                                       |                    |                    |                            |                            |                            |                            |                               |                               |                               |                               |                               |                               |                               |                               |                                     |                                     |                                     |                                     |                                     |                                     |                  |                  |                  |                  |                  |                  |                  |                  |                  |                  |                                       |                                       |                                       |                                       |                                       |                                       |                                   |                                   |                                   |                                   |                    |                    |                                     |                                     |                                     |                                     |                                     |                                     |                  |                  |                      |                      |                      |                      |                                         |                                         |                                         |                                         |                                         |                                         |                                         |                                         |                                         |                                         |                                   |                                   |                                   |                                   |  |  |
| メアリー1世 スコットランド女王 | メアリー1世 スコットランド女王 | メアリー1世 スコットランド女王 | メアリー1世 スコットランド女王 | メアリー1世 スコットランド女王                     | メアリー1世 スコットランド女王                     |                                                    |                                                    | ヘンリー・ステュアート ダーンリー卿                | ヘンリー・ステュアート ダーンリー卿                | ヘンリー・ステュアート ダーンリー卿 | ヘンリー・ステュアート ダーンリー卿 | ヘンリー・ステュアート ダーンリー卿 | ヘンリー・ステュアート ダーンリー卿 |  |  | チャールズ・ステュアート レノックス伯 | チャールズ・ステュアート レノックス伯 | チャールズ・ステュアート レノックス伯 | チャールズ・ステュアート レノックス伯 | チャールズ・ステュアート レノックス伯 | チャールズ・ステュアート レノックス伯 |  |  |                                   |                                   |                                   |                                   |                                   |                                   |  |  | マリア 神聖ローマ皇后                | マリア 神聖ローマ皇后                | マリア 神聖ローマ皇后                | マリア 神聖ローマ皇后                | マリア 神聖ローマ皇后                | マリア 神聖ローマ皇后                |  |  |                                      |                                      | フェリペ2世 スペイン王・ポルトガル王 | フェリペ2世 スペイン王・ポルトガル王 | フェリペ2世 スペイン王・ポルトガル王 | フェリペ2世 スペイン王・ポルトガル王 | フェリペ2世 スペイン王・ポルトガル王 | フェリペ2世 スペイン王・ポルトガル王 |                            |                            |                            |                            |                            |                            |                      |                      |                      |                      |                    |                    | ウォルター・デヴァルー エセックス伯 | ウォルター・デヴァルー エセックス伯 | ウォルター・デヴァルー エセックス伯 | ウォルター・デヴァルー エセックス伯 | ウォルター・デヴァルー エセックス伯   | ウォルター・デヴァルー エセックス伯   |                                       |                                       | レティス・ノウルズ                    | レティス・ノウルズ                    | レティス・ノウルズ | レティス・ノウルズ | レティス・ノウルズ         | レティス・ノウルズ         |                            |                            | ロバート・ダドリー レスター伯 | ロバート・ダドリー レスター伯 | ロバート・ダドリー レスター伯 | ロバート・ダドリー レスター伯 | ロバート・ダドリー レスター伯 | ロバート・ダドリー レスター伯 |                               |                               | ギルフォード・ダドリー              | ギルフォード・ダドリー              | ギルフォード・ダドリー              | ギルフォード・ダドリー              | ギルフォード・ダドリー              | ギルフォード・ダドリー              |                  |                  | ジェーン・グレイ | ジェーン・グレイ | ジェーン・グレイ | ジェーン・グレイ | ジェーン・グレイ | ジェーン・グレイ |                  |                  | エドワード・シーモア ハートフォード伯 | エドワード・シーモア ハートフォード伯 | エドワード・シーモア ハートフォード伯 | エドワード・シーモア ハートフォード伯 | エドワード・シーモア ハートフォード伯 | エドワード・シーモア ハートフォード伯 |                                   |                                   | キャサリン・グレイ                | キャサリン・グレイ                | キャサリン・グレイ | キャサリン・グレイ | キャサリン・グレイ                  | キャサリン・グレイ                  |                                     |                                     | メアリー・グレイ                    | メアリー・グレイ                    | メアリー・グレイ | メアリー・グレイ | メアリー・グレイ     | メアリー・グレイ     |                      |                      | マーガレット・クリフォード              | マーガレット・クリフォード              | マーガレット・クリフォード              | マーガレット・クリフォード              | マーガレット・クリフォード              | マーガレット・クリフォード              |                                         |                                         | ヘンリー・スタンリー ダービー伯         | ヘンリー・スタンリー ダービー伯         | ヘンリー・スタンリー ダービー伯   | ヘンリー・スタンリー ダービー伯   | ヘンリー・スタンリー ダービー伯   | ヘンリー・スタンリー ダービー伯   |  |  |
| メアリー1世 スコットランド女王 | メアリー1世 スコットランド女王 | メアリー1世 スコットランド女王 | メアリー1世 スコットランド女王 | メアリー1世 スコットランド女王                     | メアリー1世 スコットランド女王                     |                                                    |                                                    | ヘンリー・ステュアート ダーンリー卿                | ヘンリー・ステュアート ダーンリー卿                | ヘンリー・ステュアート ダーンリー卿 | ヘンリー・ステュアート ダーンリー卿 | ヘンリー・ステュアート ダーンリー卿 | ヘンリー・ステュアート ダーンリー卿 |  |  | チャールズ・ステュアート レノックス伯 | チャールズ・ステュアート レノックス伯 | チャールズ・ステュアート レノックス伯 | チャールズ・ステュアート レノックス伯 | チャールズ・ステュアート レノックス伯 | チャールズ・ステュアート レノックス伯 |  |  |                                   |                                   |                                   |                                   |                                   |                                   |  |  | マリア 神聖ローマ皇后                | マリア 神聖ローマ皇后                | マリア 神聖ローマ皇后                | マリア 神聖ローマ皇后                | マリア 神聖ローマ皇后                | マリア 神聖ローマ皇后                |  |  |                                      |                                      | フェリペ2世 スペイン王・ポルトガル王 | フェリペ2世 スペイン王・ポルトガル王 | フェリペ2世 スペイン王・ポルトガル王 | フェリペ2世 スペイン王・ポルトガル王 | フェリペ2世 スペイン王・ポルトガル王 | フェリペ2世 スペイン王・ポルトガル王 |                            |                            |                            |                            |                            |                            |                      |                      |                      |                      |                    |                    | ウォルター・デヴァルー エセックス伯 | ウォルター・デヴァルー エセックス伯 | ウォルター・デヴァルー エセックス伯 | ウォルター・デヴァルー エセックス伯 | ウォルター・デヴァルー エセックス伯   | ウォルター・デヴァルー エセックス伯   |                                       |                                       | レティス・ノウルズ                    | レティス・ノウルズ                    | レティス・ノウルズ | レティス・ノウルズ | レティス・ノウルズ         | レティス・ノウルズ         |                            |                            | ロバート・ダドリー レスター伯 | ロバート・ダドリー レスター伯 | ロバート・ダドリー レスター伯 | ロバート・ダドリー レスター伯 | ロバート・ダドリー レスター伯 | ロバート・ダドリー レスター伯 |                               |                               | ギルフォード・ダドリー              | ギルフォード・ダドリー              | ギルフォード・ダドリー              | ギルフォード・ダドリー              | ギルフォード・ダドリー              | ギルフォード・ダドリー              |                  |                  | ジェーン・グレイ | ジェーン・グレイ | ジェーン・グレイ | ジェーン・グレイ | ジェーン・グレイ | ジェーン・グレイ |                  |                  | エドワード・シーモア ハートフォード伯 | エドワード・シーモア ハートフォード伯 | エドワード・シーモア ハートフォード伯 | エドワード・シーモア ハートフォード伯 | エドワード・シーモア ハートフォード伯 | エドワード・シーモア ハートフォード伯 |                                   |                                   | キャサリン・グレイ                | キャサリン・グレイ                | キャサリン・グレイ | キャサリン・グレイ | キャサリン・グレイ                  | キャサリン・グレイ                  |                                     |                                     | メアリー・グレイ                    | メアリー・グレイ                    | メアリー・グレイ | メアリー・グレイ | メアリー・グレイ     | メアリー・グレイ     |                      |                      | マーガレット・クリフォード              | マーガレット・クリフォード              | マーガレット・クリフォード              | マーガレット・クリフォード              | マーガレット・クリフォード              | マーガレット・クリフォード              |                                         |                                         | ヘンリー・スタンリー ダービー伯         | ヘンリー・スタンリー ダービー伯         | ヘンリー・スタンリー ダービー伯   | ヘンリー・スタンリー ダービー伯   | ヘンリー・スタンリー ダービー伯   | ヘンリー・スタンリー ダービー伯   |  |  |
|                                |                                |                                |                                |                                                    |                                                    |                                                    |                                                    |                                                    |                                                    |                                     |                                     |                                     |                                     |  |  |                                       |                                       |                                       |                                       |                                       |                                       |  |  |                                   |                                   |                                   |                                   |                                   |                                   |  |  |                                      |                                      |                                      |                                      |                                      |                                      |  |  |                                      |                                      |                                      |                                      |                                      |                                      |                                      |                                      |                            |                            |                            |                            |                            |                            |                      |                      |                      |                      |                    |                    |                                     |                                     |                                     |                                     |                                       |                                       |                                       |                                       |                                       |                                       |                    |                    |                            |                            |                            |                            |                               |                               |                               |                               |                               |                               |                               |                               |                                     |                                     |                                     |                                     |                                     |                                     |                  |                  |                  |                  |                  |                  |                  |                  |                  |                  |                                       |                                       |                                       |                                       |                                       |                                       |                                   |                                   |                                   |                                   |                    |                    |                                     |                                     |                                     |                                     |                                     |                                     |                  |                  |                      |                      |                      |                      |                                         |                                         |                                         |                                         |                                         |                                         |                                         |                                         |                                         |                                         |                                   |                                   |                                   |                                   |  |  |
|                                |                                |                                |                                |                                                    |                                                    |                                                    |                                                    |                                                    |                                                    |                                     |                                     |                                     |                                     |  |  |                                       |                                       |                                       |                                       |                                       |                                       |  |  |                                   |                                   |                                   |                                   |                                   |                                   |  |  |                                      |                                      |                                      |                                      |                                      |                                      |  |  |                                      |                                      |                                      |                                      |                                      |                                      |                                      |                                      |                            |                            |                            |                            |                            |                            |                      |                      |                      |                      |                    |                    |                                     |                                     |                                     |                                     |                                       |                                       |                                       |                                       |                                       |                                       |                    |                    |                            |                            |                            |                            |                               |                               |                               |                               |                               |                               |                               |                               |                                     |                                     |                                     |                                     |                                     |                                     |                  |                  |                  |                  |                  |                  |                  |                  |                  |                  |                                       |                                       |                                       |                                       |                                       |                                       |                                   |                                   |                                   |                                   |                    |                    |                                     |                                     |                                     |                                     |                                     |                                     |                  |                  |                      |                      |                      |                      |                                         |                                         |                                         |                                         |                                         |                                         |                                         |                                         |                                         |                                         |                                   |                                   |                                   |                                   |  |  |
|                                |                                |                                |                                | ジェームズ6世/1世 スコットランド王・イングランド王 | ジェームズ6世/1世 スコットランド王・イングランド王 | ジェームズ6世/1世 スコットランド王・イングランド王 | ジェームズ6世/1世 スコットランド王・イングランド王 | ジェームズ6世/1世 スコットランド王・イングランド王 | ジェームズ6世/1世 スコットランド王・イングランド王 |                                     |                                     |                                     |                                     |  |  | アラベラ・ステュアート                | アラベラ・ステュアート                | アラベラ・ステュアート                | アラベラ・ステュアート                | アラベラ・ステュアート                | アラベラ・ステュアート                |  |  |                                   |                                   |                                   |                                   |                                   |                                   |  |  | アナ                                 | アナ                                 | アナ                                 | アナ                                 | アナ                                 | アナ                                 |  |  | フェリペ3世 スペイン王・ポルトガル王 | フェリペ3世 スペイン王・ポルトガル王 | フェリペ3世 スペイン王・ポルトガル王 | フェリペ3世 スペイン王・ポルトガル王 | フェリペ3世 スペイン王・ポルトガル王 | フェリペ3世 スペイン王・ポルトガル王 |                                      |                                      |                            |                            |                            |                            |                            |                            |                      |                      |                      |                      |                    |                    |                                     |                                     |                                     |                                     | ロバート・デヴァルー エセックス伯     | ロバート・デヴァルー エセックス伯     | ロバート・デヴァルー エセックス伯     | ロバート・デヴァルー エセックス伯     | ロバート・デヴァルー エセックス伯     | ロバート・デヴァルー エセックス伯     |                    |                    |                            |                            |                            |                            |                               |                               |                               |                               |                               |                               |                               |                               |                                     |                                     |                                     |                                     |                                     |                                     |                  |                  |                  |                  |                  |                  |                  |                  |                  |                  | エドワード・シーモア                  | エドワード・シーモア                  | エドワード・シーモア                  | エドワード・シーモア                  | エドワード・シーモア                  | エドワード・シーモア                  |                                   |                                   | トマス・シーモア                  | トマス・シーモア                  | トマス・シーモア   | トマス・シーモア   | トマス・シーモア                    | トマス・シーモア                    |                                     |                                     |                                     |                                     |                  |                  |                      |                      |                      |                      | ファーディナンド・スタンリー ダービー伯 | ファーディナンド・スタンリー ダービー伯 | ファーディナンド・スタンリー ダービー伯 | ファーディナンド・スタンリー ダービー伯 | ファーディナンド・スタンリー ダービー伯 | ファーディナンド・スタンリー ダービー伯 |                                         |                                         | ウィリアム・スタンリー ダービー伯       | ウィリアム・スタンリー ダービー伯       | ウィリアム・スタンリー ダービー伯 | ウィリアム・スタンリー ダービー伯 | ウィリアム・スタンリー ダービー伯 | ウィリアム・スタンリー ダービー伯 |  |  |
|                                |                                |                                |                                | ジェームズ6世/1世 スコットランド王・イングランド王 | ジェームズ6世/1世 スコットランド王・イングランド王 | ジェームズ6世/1世 スコットランド王・イングランド王 | ジェームズ6世/1世 スコットランド王・イングランド王 | ジェームズ6世/1世 スコットランド王・イングランド王 | ジェームズ6世/1世 スコットランド王・イングランド王 |                                     |                                     |                                     |                                     |  |  | アラベラ・ステュアート                | アラベラ・ステュアート                | アラベラ・ステュアート                | アラベラ・ステュアート                | アラベラ・ステュアート                | アラベラ・ステュアート                |  |  |                                   |                                   |                                   |                                   |                                   |                                   |  |  | アナ                                 | アナ                                 | アナ                                 | アナ                                 | アナ                                 | アナ                                 |  |  | フェリペ3世 スペイン王・ポルトガル王 | フェリペ3世 スペイン王・ポルトガル王 | フェリペ3世 スペイン王・ポルトガル王 | フェリペ3世 スペイン王・ポルトガル王 | フェリペ3世 スペイン王・ポルトガル王 | フェリペ3世 スペイン王・ポルトガル王 |                                      |                                      |                            |                            |                            |                            |                            |                            |                      |                      |                      |                      |                    |                    |                                     |                                     |                                     |                                     | ロバート・デヴァルー エセックス伯     | ロバート・デヴァルー エセックス伯     | ロバート・デヴァルー エセックス伯     | ロバート・デヴァルー エセックス伯     | ロバート・デヴァルー エセックス伯     | ロバート・デヴァルー エセックス伯     |                    |                    |                            |                            |                            |                            |                               |                               |                               |                               |                               |                               |                               |                               |                                     |                                     |                                     |                                     |                                     |                                     |                  |                  |                  |                  |                  |                  |                  |                  |                  |                  | エドワード・シーモア                  | エドワード・シーモア                  | エドワード・シーモア                  | エドワード・シーモア                  | エドワード・シーモア                  | エドワード・シーモア                  |                                   |                                   | トマス・シーモア                  | トマス・シーモア                  | トマス・シーモア   | トマス・シーモア   | トマス・シーモア                    | トマス・シーモア                    |                                     |                                     |                                     |                                     |                  |                  |                      |                      |                      |                      | ファーディナンド・スタンリー ダービー伯 | ファーディナンド・スタンリー ダービー伯 | ファーディナンド・スタンリー ダービー伯 | ファーディナンド・スタンリー ダービー伯 | ファーディナンド・スタンリー ダービー伯 | ファーディナンド・スタンリー ダービー伯 |                                         |                                         | ウィリアム・スタンリー ダービー伯       | ウィリアム・スタンリー ダービー伯       | ウィリアム・スタンリー ダービー伯 | ウィリアム・スタンリー ダービー伯 | ウィリアム・スタンリー ダービー伯 | ウィリアム・スタンリー ダービー伯 |  |  |
|                                |                                |                                |                                |                                                    |                                                    |                                                    |                                                    |                                                    |                                                    |                                     |                                     |                                     |                                     |  |  |                                       |                                       |                                       |                                       |                                       |                                       |  |  |                                   |                                   |                                   |                                   |                                   |                                   |  |  |                                      |                                      |                                      |                                      |                                      |                                      |  |  |                                      |                                      |                                      |                                      |                                      |                                      |                                      |                                      |                            |                            |                            |                            |                            |                            |                      |                      |                      |                      |                    |                    |                                     |                                     |                                     |                                     |                                       |                                       |                                       |                                       |                                       |                                       |                    |                    |                            |                            |                            |                            |                               |                               |                               |                               |                               |                               |                               |                               |                                     |                                     |                                     |                                     |                                     |                                     |                  |                  |                  |                  |                  |                  |                  |                  |                  |                  |                                       |                                       |                                       |                                       |                                       |                                       |                                   |                                   |                                   |                                   |                    |                    |                                     |                                     |                                     |                                     |                                     |                                     |                  |                  |                      |                      |                      |                      |                                         |                                         |                                         |                                         |                                         |                                         |                                         |                                         |                                         |                                         |                                   |                                   |                                   |                                   |  |  |
|                                |                                |                                |                                |                                                    |                                                    |                                                    |                                                    |                                                    |                                                    |                                     |                                     |                                     |                                     |  |  |                                       |                                       |                                       |                                       |                                       |                                       |  |  |                                   |                                   |                                   |                                   |                                   |                                   |  |  |                                      |                                      |                                      |                                      |                                      |                                      |  |  |                                      |                                      |                                      |                                      |                                      |                                      |                                      |                                      |                            |                            |                            |                            |                            |                            |                      |                      |                      |                      |                    |                    |                                     |                                     |                                     |                                     |                                       |                                       |                                       |                                       |                                       |                                       |                    |                    |                            |                            |                            |                            |                               |                               |                               |                               |                               |                               |                               |                               |                                     |                                     |                                     |                                     |                                     |                                     |                  |                  |                  |                  |                  |                  |                  |                  |                  |                  |                                       |                                       |                                       |                                       |                                       |                                       |                                   |                                   |                                   |                                   |                    |                    |                                     |                                     |                                     |                                     |                                     |                                     |                  |                  |                      |                      |                      |                      |                                         |                                         |                                         |                                         |                                         |                                         |                                         |                                         |                                         |                                         |                                   |                                   |                                   |                                   |  |  |
|                                |                                |                                |                                |                                                    |                                                    |                                                    |                                                    |                                                    |                                                    |                                     |                                     |                                     |                                     |  |  |                                       |                                       |                                       |                                       |                                       |                                       |  |  |                                   |                                   |                                   |                                   |                                   |                                   |  |  |                                      |                                      |                                      |                                      |                                      |                                      |  |  |                                      |                                      |                                      |                                      |                                      |                                      |                                      |                                      |                            |                            |                            |                            |                            |                            |                      |                      |                      |                      |                    |                    |                                     |                                     |                                     |                                     | フランセス・デヴァルー                | フランセス・デヴァルー                | フランセス・デヴァルー                | フランセス・デヴァルー                | フランセス・デヴァルー                | フランセス・デヴァルー                |                    |                    |                            |                            |                            |                            |                               |                               |                               |                               |                               |                               |                               |                               |                                     |                                     |                                     |                                     |                                     |                                     |                  |                  |                  |                  |                  |                  |                  |                  |                  |                  | ウィリアム・シーモア サマセット公     | ウィリアム・シーモア サマセット公     | ウィリアム・シーモア サマセット公     | ウィリアム・シーモア サマセット公     | ウィリアム・シーモア サマセット公     | ウィリアム・シーモア サマセット公     |                                   |                                   |                                   |                                   |                    |                    |                                     |                                     |                                     |                                     |                                     |                                     |                  |                  |                      |                      |                      |                      | アン・スタンリー                        | アン・スタンリー                        | アン・スタンリー                        | アン・スタンリー                        | アン・スタンリー                        | アン・スタンリー                        |                                         |                                         |                                         |                                         |                                   |                                   |                                   |                                   |  |  |
|                                |                                |                                |                                |                                                    |                                                    |                                                    |                                                    |                                                    |                                                    |                                     |                                     |                                     |                                     |  |  |                                       |                                       |                                       |                                       |                                       |                                       |  |  |                                   |                                   |                                   |                                   |                                   |                                   |  |  |                                      |                                      |                                      |                                      |                                      |                                      |  |  |                                      |                                      |                                      |                                      |                                      |                                      |                                      |                                      |                            |                            |                            |                            |                            |                            |                      |                      |                      |                      |                    |                    |                                     |                                     |                                     |                                     | フランセス・デヴァルー                | フランセス・デヴァルー                | フランセス・デヴァルー                | フランセス・デヴァルー                | フランセス・デヴァルー                | フランセス・デヴァルー                |                    |                    |                            |                            |                            |                            |                               |                               |                               |                               |                               |                               |                               |                               |                                     |                                     |                                     |                                     |                                     |                                     |                  |                  |                  |                  |                  |                  |                  |                  |                  |                  | ウィリアム・シーモア サマセット公     | ウィリアム・シーモア サマセット公     | ウィリアム・シーモア サマセット公     | ウィリアム・シーモア サマセット公     | ウィリアム・シーモア サマセット公     | ウィリアム・シーモア サマセット公     |                                   |                                   |                                   |                                   |                    |                    |                                     |                                     |                                     |                                     |                                     |                                     |                  |                  |                      |                      |                      |                      | アン・スタンリー                        | アン・スタンリー                        | アン・スタンリー                        | アン・スタンリー                        | アン・スタンリー                        | アン・スタンリー                        |                                         |                                         |                                         |                                         |                                   |                                   |                                   |                                   |  |  |

凡例
- ：テューダー家の国王・女王および王族
- ：女系でテューダー家（王女マーガレットまたはメアリー）の血を引く人物

## エリザベス1世を扱った作品

### 映画
- エリザベス女王（Les Amours de la reine Élisabeth, 1912年/フランス/監督: ルイ・メルカントン/主演: サラ・ベルナール）
- メアリー・オブ・スコットランド（Mary of Scotland, 1936年/アメリカ/監督：ジョン・フォード/主演：キャサリン・ヘプバーン） - フローレンス・エルドリッジがエリザベスを演じた。
- 無敵艦隊（Fire Over England, 1937年/イギリス/監督：ウィリアム・K・ハワード/主演：ローレンス・オリヴィエ、ヴィヴィアン・リー） - フローラ・ロブソンがエリザベスを演じた。
- 女王エリザベス（The Private Lives of Elizabeth and Essex, 1939年/アメリカ/監督：マイケル・カーティス/主演：ベティ・デイヴィス、エロール・フリン） - エリザベスとエセックス伯の関係を描く。
- 悲恋の王女エリザベス（Young Bess, 1953年/アメリカ/監督：ジョージ・シドニー/主演：ジーン・シモンズ、スチュワート・グレンジャー）エリザベスとトマス・シーモアの関係を描く。
- ヴァージン・クイーン（The Virgin Queen, 1955年/アメリカ/監督：ヘンリー・コスター/主演：ベティ・デイヴィス、リチャード・トッド） - エリザベスとウォルター・ローリーの関係を描く。
- クイン・メリー/愛と悲しみの生涯（Mary, Queen of Scots, 1971年/イギリス：チャールズ・ジャロット/主演：ヴァネッサ・レッドグレイヴ） - グレンダ・ジャクソンがエリザベスを演じた。
- エリザベス（1998年/イギリス/監督：シェカール・カプール/主演：ケイト・ブランシェット）
- 恋におちたシェイクスピア（1998年/アメリカ/監督：ジョン・マッデン/主演：ジョセフ・ファインズ、グウィネス・パルトロー） - ジュディ・デンチがエリザベスを演じた。
- エリザベス:ゴールデン・エイジ（2007年/イギリス・フランス/監督：シェーカル・カプール/主演：ケイト・ブランシェット） - 1998年の『エリザベス』の続編。
- ふたりの女王 メアリーとエリザベス（2018年/アメリカ・イギリス/監督：ジョージー・ルーク/主演・メアリー役：シアーシャ・ローナン、エリザベス役：マーゴット・ロビー）

### テレビドラマ
- エリザベスR（Elizabeth R, 1971年/イギリス/ミニシリーズ/主演：グレンダ・ジャクソン）
- エリザベス1世 〜愛と陰謀の王宮〜（2005年/イギリス・アメリカ/ミニシリーズ/主演：ヘレン・ミレン）

### 戯曲
- フリードリヒ・シラー『メアリー・ステュアート』 (Maria Stuart)

### 演劇
- フランシスコ・オルス『エリザべス』(1993年/1995年/ 銀座セゾン劇場 主演：坂東玉三郎   和訳台本：古屋雄一郎)

### オペラ
- ジョアキーノ・ロッシーニ『イングランドの女王エリザベッタ』 - 序曲が『セビリアの理髪師』にも転用されたことで知られる。
- ガエターノ・ドニゼッティ『マリア・ストゥアルダ』 (Maria Stuarda)  - シラーの戯曲を原作とするオペラ。
- ガエターノ・ドニゼッティ『ロベルト・デヴリュー』 (Roberto Devereux)
- ベンジャミン・ブリテン『グローリアーナ』 (Gloriana)  - リットン・ストレイチーの「エリザベスとエセックス」を原作とするオペラ。

### ミュージカル
- レディ・ベス （2014年/2017年）/日本

### 小説
- 榛名しおり『王女リーズ―テューダー朝の青い瞳』講談社〈講談社X文庫ホワイトハート〉、1996年。ISBN 4062552736。

### 漫画
- こざき亜衣『セシルの女王』
- びっけ『王国の子』

### コンピューターゲーム
- 『シヴィライゼーション』シリーズ - 第1作からイギリス文明の指導者として登場。ギリシャのアレキサンダー大王、モンゴルのチンギス・ハーン、ズールー王国のシャカ、インドのマハトマ・ガンジーとともに、（ナンバリングタイトルでは）第5作『Civilization 5』まで皆勤の指導者である[237]。